# Supermarine Spitfire
Il Supermarine Spitfire fu un aereo da caccia monoposto monomotore ad ala bassa, prodotto dalla ditta britannica Supermarine Aviation Works negli anni trenta e quaranta. Impiegato in Europa, Nord Africa, Australia e Asia, divenne uno degli aerei-simbolo della Seconda guerra mondiale soprattutto per il suo efficace e decisivo contributo alla vittoriosa resistenza inglese all'aggressione tedesca, durante la Battaglia d'Inghilterra e gli anni del conflitto.
Nella Battaglia d'Inghilterra, condivise con lo Hawker Hurricane il difficile compito della difesa del territorio dagli attacchi della Luftwaffe. Impiegato dalle aviazioni di numerosi paesi alleati - quali l'Unione Sovietica, l'Australia e gli Stati Uniti d'America - è stato l'unico caccia alleato prodotto per tutta la durata della guerra. 
Realizzato in una quarantina di versioni diverse, è probabilmente l'aereo con evoluzione progettuale e costruttiva superiore a qualsiasi altro modello, in tutta la storia del volo.
Includendo i 2.556 Seafire, ne vennero prodotti 20.351 esemplari fino al 1947, quando l'ultimo Mk.24 uscì dalle linee di montaggio. Dopo la guerra fu ancora a lungo impiegato dalle forze aeree di Francia, Paesi Bassi, Grecia, Turchia, Belgio, India, Italia e Cecoslovacchia.
L'ultima missione operativa di prima linea della RAF fu compiuta il primo aprile 1954 da uno Spitfire ricognitore PR19 del No. 81 Squadron RAF.
Ma lo Spitfire continuò ad essere utilizzato ancora per tre anni dal Temperature and Humidity Flight, per misurazioni meteorologiche, fino al giugno 1957, quando fu congedato.
È stato considerato dall'asso britannico Johnnie Johnson «il miglior caccia difensivo convenzionale della guerra».

## Storia del progetto

### Sviluppo

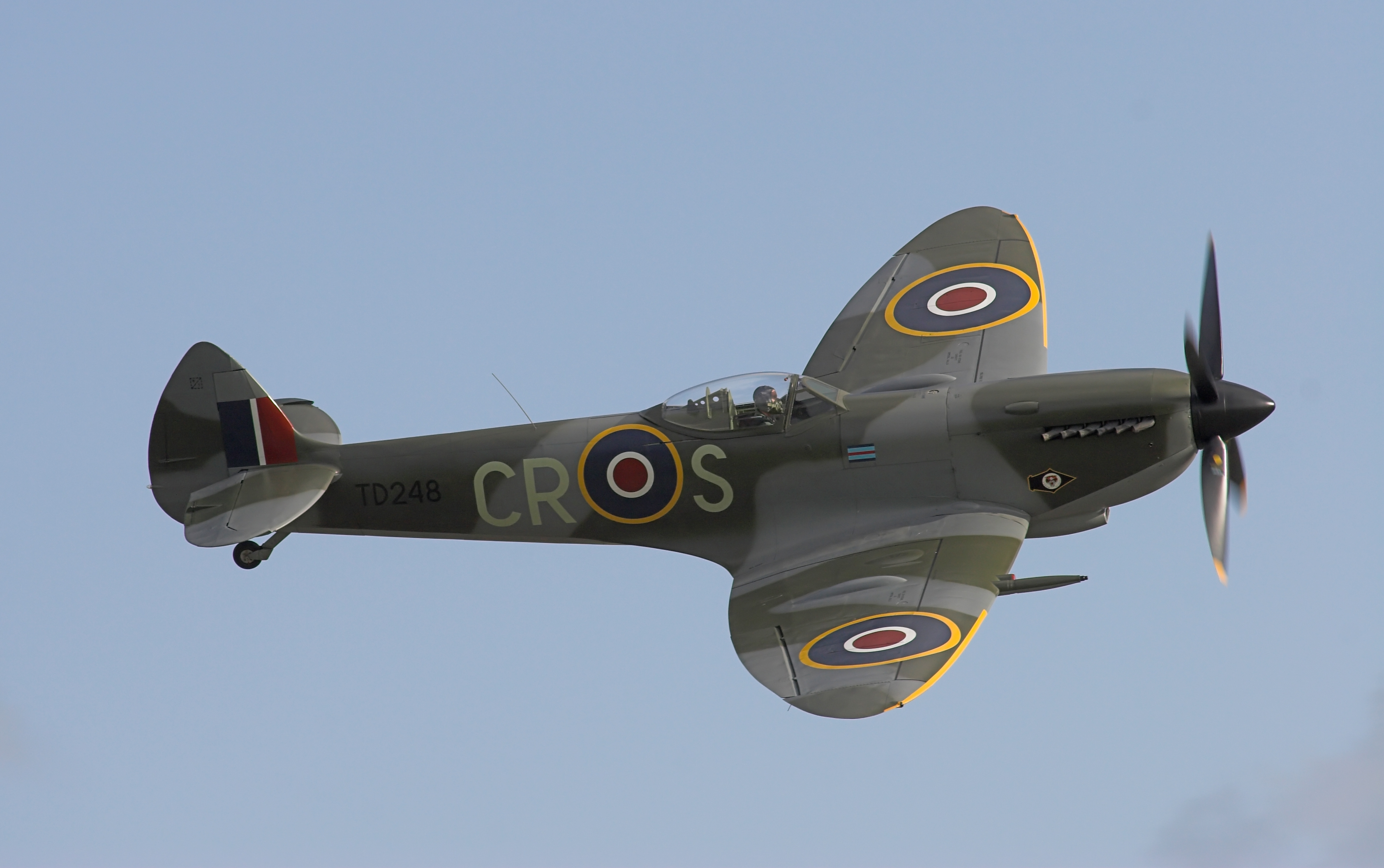
Uno Spitfire Mk.XVI a Duxford, settembre 2006.

Lo Spitfire fu il capolavoro di Reginald Joseph Mitchell, già noto come progettista di idrovolanti per la Coppa Schneider, vinta nel 1927 da uno dei suoi aerei: il Supermarine S.5. Altri due suoi progetti, l'S.6 e l'S6.B, l'avevano ancora vinta nel 1929 e nel 1931. L'S.6B aveva anche innalzato il record mondiale di velocità, a 655 km/h. Nel 1934, Mitchell presentò alla Royal Air Force il Supermarine Type 224 a un concorso per la selezione di un nuovo tipo di caccia. Ma l'aereo si rivelò un fallimento. La sua velocità massima era di soli 367 km/h, ed impiegava 9 minuti e 30 secondi per raggiungere i 4.575 metri, mentre il sistema di raffreddamento era difettoso. Il concorso fu vinto dal Gloster Gladiator, ma Mitchell non si rassegnò. 
Quando l'Air Ministry, sempre nel 1934, emise la specifica F 5/34, che richiedeva un aereo con abitacolo coperto, carrello retrattile ed un armamento di 8 mitragliatrici, Mitchell propose il Supermarine Tipo 300, il futuro Spitfire. Il Tipo 300, secondo l'idea originale di Mitchell, era, in sostanza, il più piccolo e più semplice aereo da combattimento che si potesse costruire attorno al motore Rolls-Royce PV-12.
Due vincitori emersero nettamente: lo F.36/34, poi diventato l'Hurricane, e l'F.37/34, che era il Type 300, battezzato poi Spitfire.
L'approvazione del Ministero dell'Aria, per la realizzazione del prototipo F.37/34, giunse nel gennaio 1935. Il modello possedeva una struttura lineare, una fusoliera a semiguscio in lega leggera, e un'ala a longherone unico, rivestita in metallo, tranne gli alettoni ricoperti in tela verniciata. Questo primo velivolo (K50549) volò per la prima volta il 5 marzo 1936, alimentato, come previsto dalle specifiche, da un Merlin "C", denominazione del motore Rolls-Royce PV-12, da 900 hp (671 kW).
Il primo volo, di otto minuti, fu effettuato il 5 marzo 1936, dall'aeroporto di Eastleigh, meglio conosciuto oggi come Southampton Airport. A condurlo in volo fu il capitano Joseph "Mutt" Summers, capo collaudatore della Vickers che, nei primi quattro voli fece sostituire l'elica e il motore. Lo Spitfire fu valutato molto buono ma non perfetto. Il timone era troppo sensibile e la velocità massima deludente, 531 km/h, meno dell'Hurricane che aveva volato cinque mesi prima. Con una nuova elica in legno raggiunse 560 km/h.
Nel frattempo l'Air Ministry aveva redatto una seconda specifica, la F.16/36, relativa alla produzione e agli sviluppi del caccia. Il 3 giugno 1936, a meno di due mesi dal primo volo del prototipo, la Supermarine ricevette un'ordinazione per 310 Spitfire I, ampliata l'anno successivo con altri 200 velivoli.
Ogni Spitfire costava circa 9.500 sterline. I componenti più costosi erano la fusoliera, lavorata e rifinita a mano, con un costo di 2.500 sterline, poi il motore Rolls-Royce Merlin, a 2.000, seguito dalle ali a 1.800 sterline al paio, mitragliatrici e carrello, entrambi a 800 sterline al pezzo, e l'elica, a 350.
L'Air Ministry suggerì, per il nuovo apparecchio costruito presso gli stabilimenti Vickers-Armstrongs, un certo numero di nomi, tutti con la stessa iniziale del costruttore, S di Supermarine. Si proposero diverse alternative, tra le quali Shrew, Megera, e Shrike, Averla. Il nome Spitfire fu suggerito da Sir Robert MacLean, il direttore della Vickers-Armstrongs all'epoca, il quale chiamava la propria figlia Ann «a little spitfire» (una piccola sputafuoco), un modo di dire elisabettiano per indicare una persona impetuosa. Il nome era stato usato precedentemente anche per designare il Type 224.
Intanto, tra il 1937 e il 1938, il prototipo K5054 veniva sottoposto a continui test. Dopo l'installazione delle mitragliatrici si notò la tendenza delle stesse ad incepparsi nel momento in cui ci si spingeva ad alta quota, questo a causa della bassa temperatura dell'aria e della formazione di ghiaccio, che ne bloccava i meccanismi di fuoco. Per ovviare al problema venne studiato un lungo e complicato sistema per inviare aria calda proveniente dal motore e prevenire quindi la formazione del ghiaccio. Inoltre, grazie all'adozione di un nuovo impianto di scarico "a coda di pesce", si riuscì ad ottenere 70 hp supplementari dal motore Merlin, il che garantì l'aumento della velocità massima a 579,36 km/h.
Per poter restare al passo con i progressi della tecnica e delle capacità richieste dalle esigenze operative, lo Spitfire fu prodotto in 46 versioni, 33 terrestri e 13 navali, sette delle quali fondamentali, con decine di allestimenti specifici. Ogni versione era contraddistinta dalla dicitura Mk. (dall'inglese Mark, modello, tipo) seguita da un numero romano, fino alla versione 20, e da numeri arabi le successive, in quanto nel periodo postbellico la RAF cambiò criteri di designazione.

## Tecnica

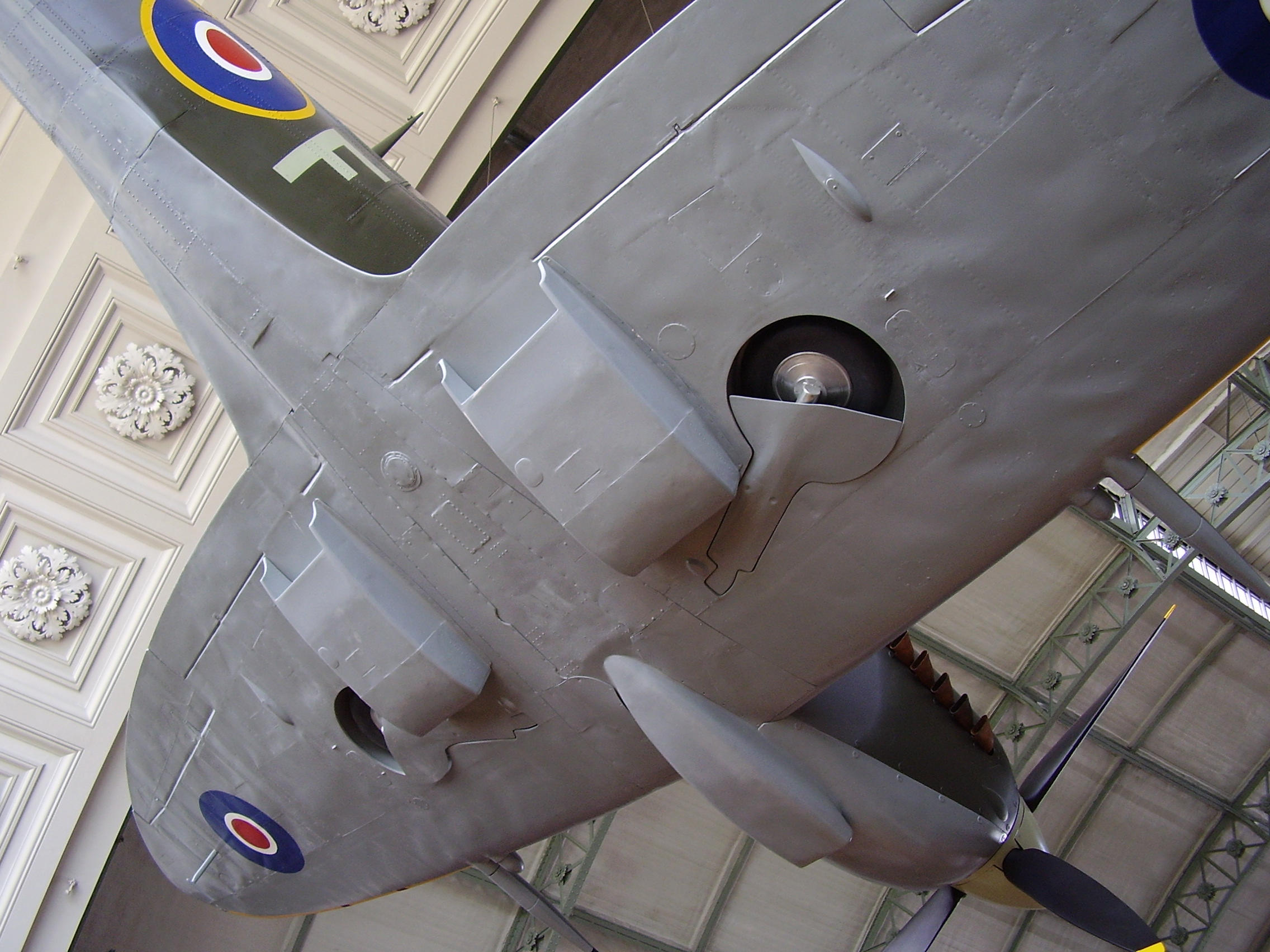
Particolare del vano di retrazione del carrello, fotografato su di uno Spitfire in mostra presso il Musée Royal de l'Armée di Bruxelles, Belgio.

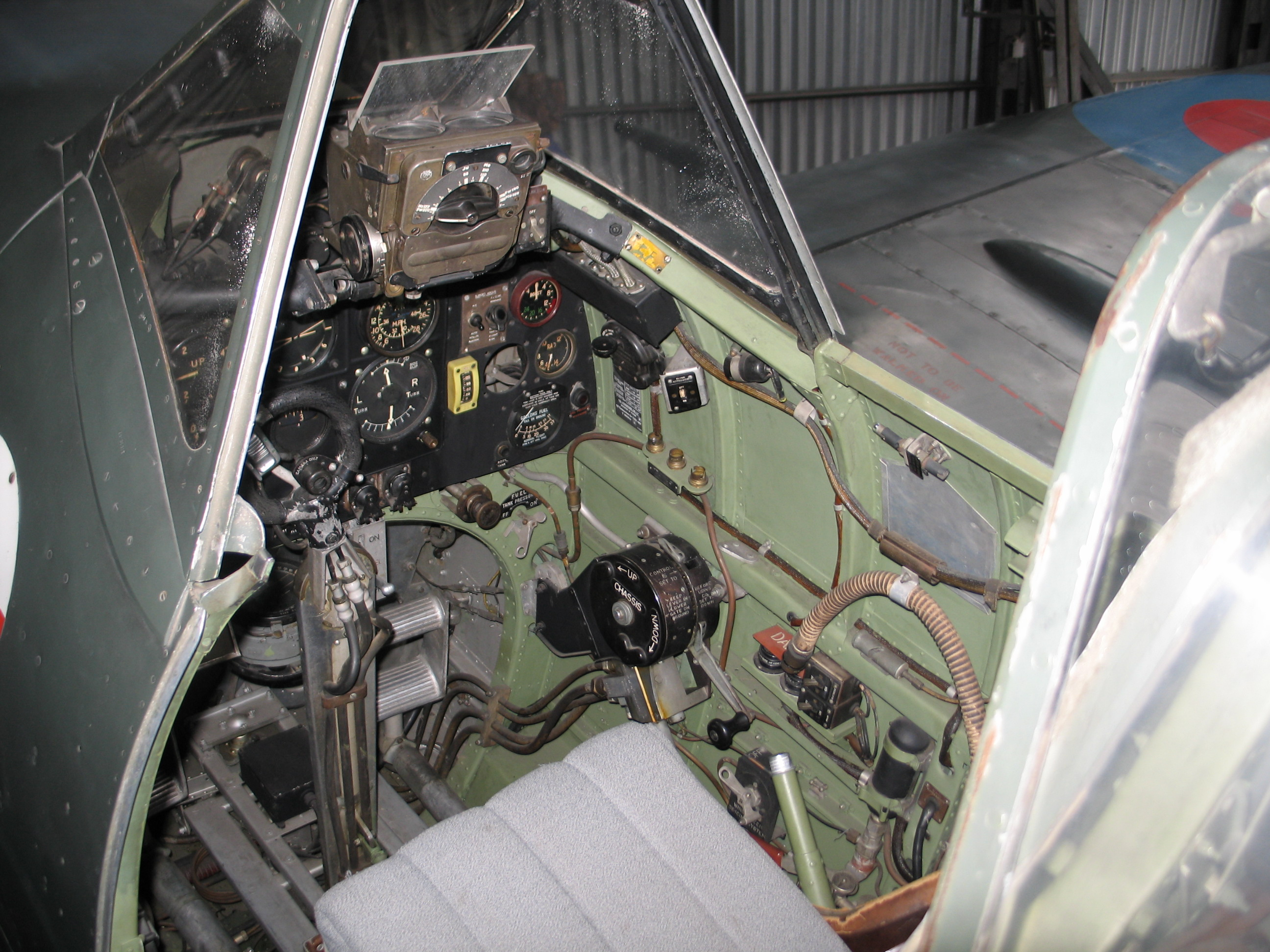
Abitacolo di uno Spitfire Mk.IX

Il prototipo K5054 venne distrutto in fase di atterraggio il 4 settembre 1939 a Farnborough dal Flight Lieutenant "Spinner" White, che morì subito dopo. Era stato seguito nel luglio 1938 dal primo Spitfire di serie, il K9787, il primo Mk.I. Questo differiva alquanto dal prototipo di Mitchell, che nel frattempo era morto di cancro - a 42 anni - l'11 giugno del 1937. Il suo successore, l'esperto ingegnere Joseph Smith, assieme alla sua squadra di oltre cento persone, tra ingegneri e disegnatori, continuò a lavorare fino al 1947 al suo sviluppo, apportando diverse modifiche. La più importante era la nuova e più robusta struttura dell'ala che ora permetteva allo Spitfire picchiate fino a 756.38 km/h. I flap possedevano una maggiore capacità, e la portata del serbatoio di carburante era salita del 12%, da 284 litri a 318. Un nuovo tettuccio "a goccia" dava maggior spazio al pilota. In seguito, l'elica in legno bipala, montata sui primi 75 aerei prodotti, sarebbe stata sostituita da una De Havilland a tre pale a due passi. Tale elica avrebbe incrementato la velocità dello Spitfire solo marginalmente, innalzando, però, la quota di tangenza massima di 914 metri, anche se con una lieve riduzione della sua velocità di salita del 14%, da 771 metri a 663 metri al minuto.
Il carrello d'atterraggio era posto in alto rispetto al suolo possedeva una carreggiata molto stretta, con perni di rotazione posti sotto la fusoliera. Inoltre, la meccanica del carrello era rudimentale, con una pompa a mano necessitante di 48 giri per assicurare la retrazione.
L'abitacolo disponeva di un sedile in bachelite, di parti trasparenti in perspex e di comandi piuttosto convenzionali, principalmente una barra di comando con impugnature "a badile" situata al centro collegata a comandi azionati da cavi d'acciaio. Gli alettoni erano di tipo Frise, privi di trim, ma si poteva regolare a terra il bordo d'uscita una sola volta. Timone ed elevatore erano mossi da catene chiuse da cavi d'acciaio, duplicati per sicurezza, e incrociati per ottenere il corretto movimento dell'elevatore. Sui comandi di coda il pilota, per regolare gli assetti di volo, poteva agire anche con i trim, mentre è interessante rimarcare che i controlli di coda erano metallici, ma rivestiti (sia timone che equilibratori) in tela.
Non tutto l'equipaggiamento dello Spitfire era moderno: l'elica in particolare era obsoleta. L'Mk.I aveva una semplice elica bipala in legno, a passo fisso. Era economica e pesava appena 37 kg, ma non era certo ideale per un velivolo tanto prestante (le eliche a passo variabile hanno un rendimento migliore perché adattano l'incidenza della pala alle varie condizioni di volo; alto valore di passo per decollo e salita e basso per la crociera), con giusto un'ogiva aerodinamica a copertura del mozzo dell'elica. La protezione era assente sia per il pilota che per i serbatoi, una soluzione adottata in funzione di una struttura leggera che non compromettesse le prestazioni.

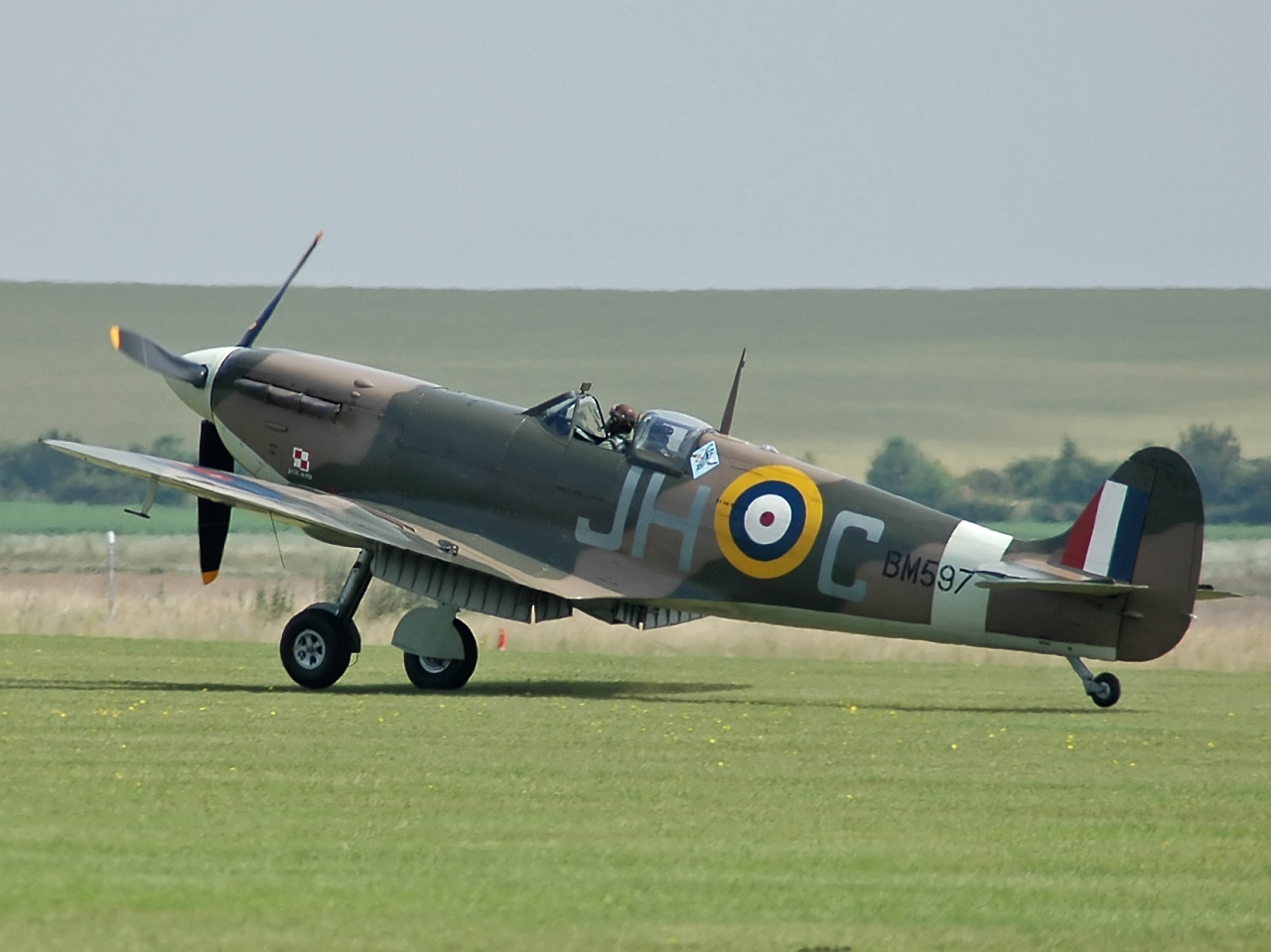
Spitfire Mk.Vb che mostra i ‘Flap’ estesi.

Dotato di due flap (ipersostentatori del bordo d'uscita) per semiala, totalmente metallici a due posizioni: aperto / chiuso. Non potevano essere usati per le fasi di decollo: soltanto la versione navalizzata, il Seafire, aveva questa possibilità, grazie all'installazione ad una posizione intermedia di 18 gradi.
L'impianto idraulico era provvisto di una pompa azionata dal motore a 124 atmosfere (1.800 psi di pressione) e veniva usato per il solo carrello dal MkII in poi. L'impianto pneumatico possedeva due bombole e azionava freni, flap, armi ed altri dispositivi.
I serbatoi per il carburante erano due: da 218 e 168 litri, per un totale di 386 litri, posti uno sull'altro a metà fusoliera, giusto davanti all'abitacolo. Essi erano originariamente privi di protezioni, ma in seguito vennero sia protetti che integrati da unità aggiuntive esterne, fino ad un massimo di 773 litri, con la possibilità di aumentare ulteriormente la dotazione grazie ad un serbatoio interno, situato nel lungo elemento posteriore di fusoliera, con altri 132 litri.
Il motore era un Merlin a 12 cilindri a V, originariamente alimentato con carburante a 87 ottani e successivamente, sperimentando rapporti di compressione maggiori, con carburante a 130-150 ottani. Il radiatore era posto sotto l'ala destra e usava una miscela 70% di acqua e 30% di glicol etilenico il cui serbatoio era sistemato dietro all'elica, mentre l'olio di lubrificazione era stipato in un serbatoio situato sotto il motore, dove era posta anche la presa d'aria del carburatore. Standard era anche la dotazione di strumenti come la radio rice-trasmittente e almeno due bombole di ossigeno per il volo ad alta quota. All'epoca (metà anni trenta) nessuno dei due sistemi era usuale sui caccia.

### Armamento
L'armamento standard installato nella cosiddetta "Ala A", era di quattro mitragliatrici Browning da 7.7 mm, dotate di 300 colpi ciascuna, posizionate per sparare al di fuori del disco dell'elica, in una batteria alare collimata per far convergere la raffica ad una certa distanza dal muso.
I primi Spitfire furono consegnati però con solo quattro mitragliatrici (due per ala), perché vi era scarsità di Browning. Altre quattro furono installate più tardi. Le prove di tiro dimostrarono che le Browning funzionavano perfettamente sia a terra che a bassa quota, ma che il freddo estremo ad alta quota tendeva a congelare le armi, specialmente quelle più esterne. Dato che le mitragliatrici sparavano da un portello aperto, l'aria fredda scorreva dentro la canna senza ostacoli. Bisognò escogitare un sistema di riscaldamento, con condotti che canalizzavano l'aria dal radiatore del motore alle armi, e compartimenti per intrappolare l'aria calda nell'ala. Toppe di stoffa rossa furono usate per proteggere le armi dal freddo, dall'umidità e dalla sporcizia, finché non venivano azionate e che oltre a tutto permettevano di guadagnare qualche chilometro in velocità max riducendo la resistenza aerodinamica.
Nella primavera del 1940 furono introdotti i proiettili incendiari "De Wilde" che raddoppiavano, approssimativamente, l'efficacia delle Browning.303, molto apprezzati dai piloti, perché con i loro brillanti lampi all'impatto, davano una chiara conferma che stavano colpendo il bersaglio.
Nel giugno 1939 fu montato su ogni ala un cannoncino Hispano da 20 mm, con un caricatore a tamburo da 60 colpi, in sostituzione di due delle quattro mitragliatrici Browning. Nota come ala "B", questa ala fu collaudata su uno dei primi Spitfire I di produzione, nel febbraio 1939. Questo velivolo divenne il prototipo dello Spitfire IB di cui vennero consegnati 30 esemplari entro l'agosto 1940 per prove sperimentali. Tuttavia, in servizio non furono di pieno gradimento e vennero ritirati in quanto il caricatore a tamburo, dopo qualche colpo, provocava l'inceppamento del cannone. I frequenti inceppamenti erano dovuti soprattutto al fatto che l'ala non era sufficientemente rigida per l'Hispano, ma anche al montaggio su di un fianco dei cannoncini, allo scopo di contenere il più possibile nell'ala il caricatore con i colpi. Nel gennaio 1940, il Pilot Officer George Proudman usò il prototipo con i cannoncini in combattimento, ma dovette riferire che l'arma a dritta si era bloccata dopo aver sparato un solo colpo, mentre quella a sinistra aveva sparato 30 colpi prima di incepparsi. Casualmente un Dornier Do 17 fu abbattuto da uno Spitfire armato di cannoni ai primi del marzo 1940. Nel giugno 1940 i primi Spitfire armati di cannone vennero forniti allo Squadrone 19, ma gli Hispano si rivelarono fortemente inaffidabili e se uno dei due si inceppava, il rinculo dell'altro spostava lateralmente l'aereo influenzando negativamente la mira. In combattimento il cannone risultò così inaffidabile che il 19º chiese uno scambio dei suoi aerei con quelli più usurati, ma armati di mitragliatrici, di una unità di addestramento operativo. Lo scambio venne effettuato in settembre, ma nel mese precedente la Supermarine aveva perfezionato una più efficace installazione per il cannone con un migliorato meccanismo di alimentazione. Il sistema di caricamento a tamburo venne sostituito da uno a nastro, basato sul disegno del francese Chatellerault, allo scopo di aumentare la quantità di munizioni a disposizione. La ditta britannica, dall'ottobre in poi, consegnò i nuovi velivoli (equipaggiati anche di quattro mitragliatrici alari) al 19º che li utilizzò in combattimento. Il meccanismo a nastro, però, che utilizzava una molla tenuta carica dal rinculo, aggiunse ulteriori 8 kg al peso dell'arma che normalmente pesava 50 kg. Ma l'affidabilità degli Hispano non fu mai elevata. Normalmente si inceppavano ogni 1500 colpi, ma sugli aeroporti improvvisati e polverosi, come quelli improvvisati sulle spiagge della Normandia e del deserto, la media si dimezzava. Inoltre, alle quote sempre più alte raggiunte dagli Spitfire, erano soggette più delle Brownings a malfunzionamenti da congelamento.

### L'ala ellittica
L'ala di forma ellittica, in gran parte opera di Beverley Shenstone, che aveva lavorato con Ernst Heinkel in Germania, era un diretto risultato della richiesta di Mitchell per un'ala sottile, ma abbastanza spessa - e strutturalmente abbastanza forte - nel punto in cui incontrava la fusoliera, per contenere armi e carrello retratto. Il numero delle Brownings 303 era, infatti, salito ad otto, seguendo le raccomandazioni dello Squadron Leader  Ralph Sorely dell'Operational Requirements dell'Air Ministry, così l'ala doveva essere abbastanza lunga da contenerle. "L'ellisse - dichiarò Shenstone - era semplicemente la forma che ci permetteva di ottenere l'ala più sottile possibile con sufficiente spazio all'interno per trasportare la struttura e le cose che volevamo stiparvi dentro". Negli anni successivi, Shenstone fu sempre pronto a ripetere che la famosa ala dello Spitfire non era copiata da quella dell'elegante Heinkel He 70, un piccolo aereo postale e potenziale bombardiere a tuffo della Luftwaffe, che volò per la prima volta nel 1932. Sta di fatto che la Rolls-Royce era così entusiasta del potenziale dell'He 70 come piattaforma di volo per motori sperimentali, che inviò una squadra in Germania per comprarne uno. E il Governo tedesco approvò l'affare, ma soltanto in cambio di un numero di motori Rolls-Royce Kestrel.

## Esordi
Le prestazioni dell'Mk.I erano elevate al punto di ottenere circa 590 km/h di velocità a media quota, il che era accoppiato ad un'eccellente maneggevolezza e ad un pesante armamento. Lo Spitfire era un velivolo rivoluzionario per il 1936 ed i margini di sviluppo avrebbero, prima o poi, ovviato a quasi tutti i limiti e i difetti di gioventù.
Le prime consegne iniziarono nel maggio 1938. La prima unità ad essere equipaggiata con il nuovo caccia fu il Gruppo N° 19 di base a Duxford, che ricevette il primo Spitfire (K9789) il 4 agosto 1938, in sostituzione dei biplani Gauntlet. Il primo pilota della RAF a portarlo in volo fu lo Squadron Leader Henry Cozens, che aveva iniziato a pilotare con un Sopwith Camel e finì con il jet Vampire. Ma lo Spitfire - affermava Cozens - era di gran lunga il miglior aereo con cui fosse andato in guerra. 
A metà settembre 1938, solo altri cinque velivoli si erano aggiunti al primo. Agli inizi del 1939, tuttavia, i tempi di consegna diminuirono rapidamente e, il 3 settembre 1939, giorno in cui il Regno Unito entrò in guerra con la Germania, 9 unità della RAF e della Auxiliary Air Force, ovvero i Gruppi N° 19, 41, 54, 65, 66, 72, 74, 602 e 611 (basati a Duxford, Hornchurch, Church Fenton, Catterick e Abbotschurch), erano equipaggiati al completo con Spitfire. Fino a quel momento erano stati consegnati 306 Mk.I. Di questi, però, trentasei erano andati perduti per incidenti durante l'addestramento. Inevitabilmente, i piloti della RAF che arrivavano allo Spitfire dopo l'addestramento su biplani come il Tiger Moth o aerei da addestramento come il Miles Magister e il Master, furono coinvolti in molti incidenti. In decollo, la visibilità era ostacolata dal lungo muso e per muoversi a terra i piloti dovevano procedere a zig-zag. In atterraggio, troppi dimenticavano di far scendere il carrello, altri non riuscivano a controllare la tendenza dello Spitfire a "galleggiare" sulla pista di atterraggio. Nelle manovre violente, oltre i 4-5g, ai piloti cominciava ad oscurarsi la vista e il caccia della Supermarine poteva raggiungere i 10g. Abituati agli Hawker Fury, si sentivano claustrofobici dentro l'abitacolo chiuso dello Spitfire, temendo che graffi, condensa e colature di olio dei motori Merlin sui pannelli di Perspex potessero ostacolare la visibilità in combattimento.
Il carrello stretto, inoltre, rendeva difficile il volo notturno e lo Spitfire fu usato con discontinuità in questo ruolo tanto che, come anche nel caso dell'impiego imbarcato, non ebbe mai un pieno successo, al contrario del più lento e robusto Hurricane.
La prima macchina radiata dal servizio fu una del XIX Squadron, persa il 16 agosto 1938 in atterraggio, un cedimento del carrello infatti ne causò il cappottamento. Il pilota, Gordon Sinclair del IX Sqn, ne uscì incolume e nonostante il poco invidiabile primato di avere distrutto il primo Spitfire, sarebbe diventato poi un asso con 10 vittorie aeree accertate durante il 1940 sia su Dunkerque che nella difesa dell'Inghilterra.
Il 6 settembre 1939 gli Spitfire dei piloti Paddy Byrne e John Freeborn, del 74 Squadron, guidato dal futuro asso Adolph Gysbert Malan, abbatterono i primi aerei, sul fiume Medway, in Kent. Per un caso di "fuoco amico", passato alla storia come "Battle of Barking Creek", i due caccia abbattuti erano Hurricane del 56 Squadron. L'ufficiale Montague Hulton-Harrop restò ucciso. Un'inchiesta attribuì la colpa dell'accaduto a un difetto del sistema di "controllo radar" della RAF e i piloti degli Spitfire vennero esonerati da ogni responsabilità. L'incidente, tuttavia, portò all'installazione del dispositivo di identificazione IFF (Identification Friend or Foe), precursore dell'odierno transponder. I primi abbattimenti di aerei nemici si verificarono sette settimane più tardi, il 16 ottobre, quando gli Spitfire del 603 Squadron abbatterono due bombardieri Junkers Ju 88 del 1/KG 30 (Kampfgeschwader 30, squadriglia 30), condotto dall'Hauptmann Helmuth Pohle, su Rosyth, nei pressi del Firth of Forth, dove i bombardieri tedeschi avevano attaccato la HMS Southampton e la HMS Edinburgh. La prima vittoria aerea ad opera di Spitfire basati in Inghilterra ebbe luogo quando il 41 Squadron, decollato da Catterick abbatté un Heinkel He 111 nei pressi di Whitby.
La RAF rifiutò di inviare gli Spitfire in Francia, durante la crisi dell'inizio del 1940. Erano ancora pochi, la logistica era insufficiente e il fronte si muoveva così rapidamente che avrebbero potuto essere catturati dalle forze della Blitzkrieg. Soltanto quando il Corpo di Spedizione Britannico stava per essere intrappolato intorno a Dunkerque, il Fighter Command inviò i nuovi caccia Oltremanica, dove si scontrarono con i Bf 109. Il primo pilota della RAF che si ritiene abbia abbattuto un Messerschmitt monomotore fu il neozelandese Alan Cristopher Deere del 54 Squadron il 23 maggio 1940, sull'aeroporto di Calais Marck, imitato subito dopo dal suo gregario Johnny Allen.
Ma negli scontri sopra Dunkerque, la RAF, nel tentativo di impedire alla Luftwaffe di bombardare le spiagge durante le operazioni di imbarco delle truppe, perse sessantasette preziosi Spitfire. I piloti che avevano combattuto sopra la Francia e erano sopravvissuti avevano, tuttavia, imparato pochi utili "trucchi" su come affrontare i Messerschmitt. Uno era quello di regolare le mitragliatrici a terra in modo da far convergere le raffiche in un punto a 250 iarde davanti alle ali, invece delle ufficiali 400.

## Miglioramenti
Durante i mesi della phoney war vi furono disperati tentativi di rendere pienamente operativo lo Spitfire, che iniziò la guerra con limiti di efficienza ed operatività, con un livello di produzione ancora insufficiente. Le modifiche escogitate furono molte e di notevole valore. La salita a 6 100 m originariamente avveniva in circa 9,5 minuti, al massimo peso operativo, e la tangenza pratica era di circa 9 700 m.
Per ottenere miglioramenti, fu installato, al posto del Merlin II, il nuovo motore Merlin III da 1030 hp a quota 4 353 metri. Questo gruppo motopropulsore aveva un albero adatto per eliche tripala come la Rotol o la de Havilland a due posizioni che aumentò la velocità di 8 km orari. Per questo motivo venne presto adottata l'elica tripala Rotol a giri costanti. Pesava ben 228 kg, ma regolava l'angolo di incidenza delle pale dell'elica in maniera ottimale per ogni velocità. La corsa di decollo si ridusse ulteriormente a circa 200 metri, e la salita a 6100 metri si ridusse a circa 7 min e 42 s con un peso di 2 138-2 750 kg. La massima velocità era diminuita a 565 km/h, ma il nuovo velivolo divenne superiore in tutto il resto: agilità, tangenza e salita. Presto venne adottato anche un sistema IFF (Identification Friend or Foe), dal peso di 18 kg circa, che era assolutamente indispensabile se si voleva condurre una battaglia aerea controllata dai radar e dai collegamenti radio.
Altro peso venne aggiunto con la corazzatura. Prima venne installato un parabrezza di vetro blindato da 38 mm, poiché, come disse il maresciallo dell'aria Dowding, se i gangster di Chicago hanno i parabrezza blindati, anche i miei piloti devono averceli. Poi vennero installate altre piastre di corazzatura. Dapprima l'unica protezione in tal senso era rappresentata dal sedile corazzato del pilota, capace di proteggerlo solamente dal critico settore d'attacco posteriore. Il peso del seggiolino era di 33 kg.
Gli specchietti retrovisori apparvero anch'essi durante il 1940. 

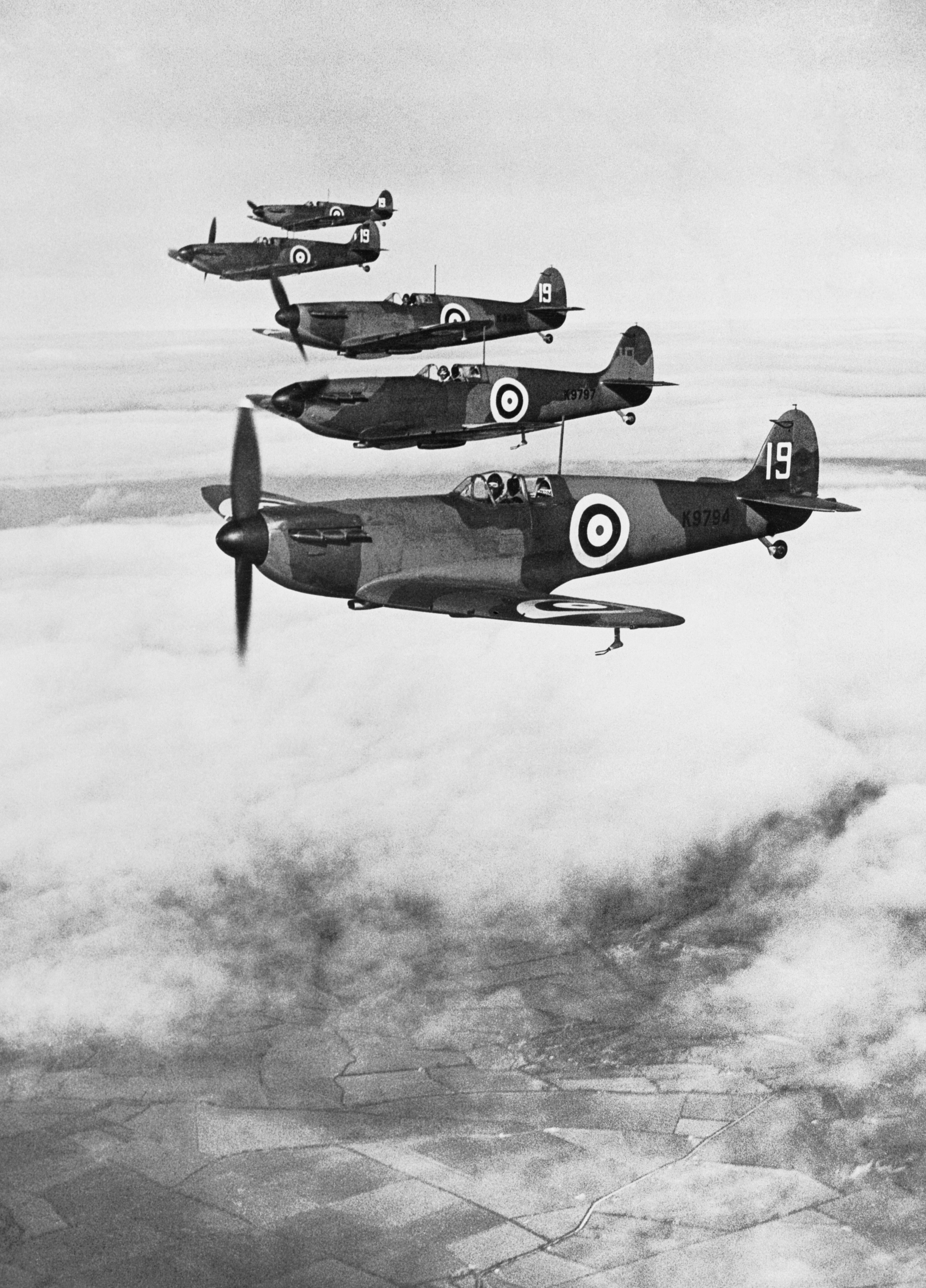
Spitfire Mk.I.

Il combustibile da 100 ottani, importato dagli Stati Uniti, prese il posto di quello da 87 ottani, consentendo di aumentare il rapporto di compressione e quindi la potenza. Con una piccola modifica al motore ed il nuovo combustibile era possibile erogare anche 1300 hp, per 5 minuti al massimo. La massima pressione di alimentazione aumentò da 2,7 a 5,5 kg e questo consentì di migliorare la velocità sotto la quota del massimo valore normale (5 030 m), 40 km/h in più al livello del mare e 55 a 3 050 m.
I serbatoi furono ricoperti da uno strato di materiale protettivo. Questi erano appena avanti all'abitacolo, e se durante un combattimento erano colpiti da proiettili tendevano a prendere fuoco, distruggendo l'aereo e mettendo in pericolo la vita del pilota, poteva accadere infatti che la benzina infiammata arrivasse dentro l'abitacolo anche senza che i serbatoi esplodessero. Si trattava di uno strato sottile di 3 mm in lega leggera d'alluminio, molto ridotto rispetto a quanto ci si potrebbe aspettare, ma i limiti di peso non consentivano di più.
I cannoni Hispano Suiza pesavano meno del gruppo delle mitragliatrici Browning, ma a causa dell'attrito provocato dalle bocche, che fuoriuscivano dal bordo anteriore dell'ala, comportavano una riduzione della velocità massima di 5 km/h. Nel 1940 (e fino al 1941) non erano ancora stati prodotti in Gran Bretagna (l'arma era stata progettata da un'azienda svizzero-spagnola per il governo francese), e le mitragliatrici Browning erano insufficienti nel combattimento contro i bimotori nemici, malgrado il volume di fuoco complessivo e i proiettili incendiari. Il cannone Hispano-Suiza HS.404  (Hispano Mk II per i britannici, l'MK I era quello prodotto in Francia) fu invece una vera e propria rivoluzione, quando divenne disponibile, perché era un'arma finalmente adeguata, superiore ai cannoni tedeschi del periodo (come l'MG FF) perché camerato in 20x110mm contro il meno potente 20X80mm, e con un rateo di fuoco superiore (700 colpi al minuto contro 520) e con un tiro molto teso (800 metri al secondo contro 500), la potenza del colpo rimase superiore anche quando i tedeschi adottarono l'MG151/20 (20x82mm, per 720 colpi al minuto a per 850 metri al secondo).
La pedaliera del timone venne inoltre strutturata su due posizioni, quella normale e quella per il combattimento, che era di 15 cm più alta e consentiva di realizzare una migliore resistenza del pilota alle manovre violente, che erano capaci con questo caccia di causare temporanea perdita della vista. Le accelerazioni sopportabili per il pilota erano aumentate almeno di 1 g senza perdita di efficienza.

## La battaglia d'Inghilterra
Quando, il 12 agosto 1940, ebbe inizio la battaglia d'Inghilterra, l'ordine di battaglia della RAF schierava 19 Squadron di Spitfire I. Da un confronto con il suo principale antagonista, il Messerschmitt Bf 109, lo Spitfire risultava più veloce e notevolmente più maneggevole, ma il caccia tedesco poteva vantare un armamento più efficace, poteva superare l'avversario britannico in velocità ascensionale, in picchiata e poteva operare a quote più elevate.
Nel periodo tra il 10 luglio ed il 31 ottobre 1940, anche a causa delle tattiche troppo rigide della RAF rispetto agli schemi estremamente flessibili dei tedeschi, si persero 352 Spitfire, con un rapporto vittorie/sconfitte leggermente negativo rispetto al Bf 109 (1,4:1); 242 Spitfire abbattuti da Bf 109 contro 168 Bf 109 abbattuti dagli Spitfire. In ogni caso gli Spitfire consegnati durante la Battaglia, tra nuovi e ricondizionati, ammontarono a oltre 400 pertanto non vi fu mai una carenza di macchine, grazie anche al vero mulo della RAF, l'Hurricane, di cui sul finire dell'estate 1940 esistevano 2.300 esemplari (con 1.800 prodotti dopo lo scoppio della guerra, dato che al 1º settembre 1939 i dati parlano di 497 apparecchi).

## Bf 109 e tattiche di combattimento
Lo Spitfire Mk.I ed il Messerschmitt Bf 109E quasi si eguagliavano in velocità al di sotto dei 6.000 metri. Il caccia della Supermarine aveva un leggero margine alle quote più basse ma, al di sopra, il caccia tedesco diventava progressivamente migliore. 
Allo scoppio delle ostilità, il Bf. 109 era probabilmente il miglior caccia d'alta quota del mondo. L'accelerazione del Me 109 era migliore a tutte le quote. La sua salita "a candela" e la cabrata erano migliori, sebbene non di molto. La sua velocità era di 569,70 km/h. (354 mph) a 3750 metri, 12.87 km/h. (8 mph) meno dello Spitfire. Ma il vantaggio di velocità del caccia della Supermarine poteva essere ingannevole. A basse quote probabilmente il Me 109 era più veloce. In ogni caso, la velocità di ogni singolo aereo variava. I piloti tedeschi, come scriveva Adolf Galland, nel suo The first and the last, erano convinti che il caccia della Bayerische Flugzeugwerke fosse più veloce alla maggior parte delle quote a cui avvenivano gli scontri. La quota di tangenza del Bf 109 era di 11.430 metri (contro 10.668) e la velocità iniziale di salita 945 metri al minuto (contro 750).
La velocità di rollio dello Spit era migliore a basse velocità, sebbene questo vantaggio diminuisse a velocità superiori i 350 miglia orari (563.26 km/h.). La sua capacità di virata era chiaramente migliore di quella del Messerschmitt, particolarmente a bassa quota. Il massimo raggio di virata a 3.600 metri, alla velocità dell'aria di 240 miglia (386.24 km/h.) con entrambi gli aerei che tremavano alla soglia dello stallo dava i seguenti risultati: Raggio di virata, Spitfire 609 piedi (185,62 metri), Me 109 783 piedi (238,65 metri). Velocità di virata: Spitfire 33 gradi al secondo, Me 109, 26 gradi al secondo..
Un importante vantaggio di cui godeva il Bf 109 risiedeva nel fatto che il suo motore Daimler-Benz DB 601A era ad iniezione di benzina. Questo permetteva al pilota di lanciare immediatamente il suo caccia in picchiata, risparmiando secondi preziosi. Al contrario, il motore Merlin dello Spitfire, essendo equipaggiato con carburatore, non poteva essere spinto in picchiata direttamente dal volo livellato, in quanto la spinta di g negativi avrebbe interrotto il flusso del carburante, spegnendo istantaneamente il motore. All'inizio della battaglia d'Inghilterra i tedeschi catturarono quattro Spitfire. "A Jever potei volare su uno di loro", ricorda l'Oberleutnant Hans Schmoller-Haldy, della Geschwader 54. "La mia prima impressione fu che aveva un bel motore, quello del Bf 109 era molto rumoroso. Lo Spitfire era anche più manovrabile e dall'atterraggio più facile. Il Bf 109 non perdonava la minima disattenzione. Con lo Spitfire mi trovai a mio agio da subito, ma la mia impressione fu che il 109 fosse più veloce, soprattutto in picchiata. E la visibilità era migliore: nello Spitfire eri molto arretrato, appena sopra le ali. Personalmente, non avrei mai cambiato il mio 109 con il caccia inglese."
Nella battaglia d'Inghilterra il Bf 109 diede buona prova di sé, abbattendo più caccia di quanti ne fossero persi. Questo successo fu dovuto in parte all'adozione di migliori formazioni di combattimento, il superiore livello di addestramento dei piloti della Luftwaffe e la qualità media superiore dei caccia tedeschi (essendo la maggior parte di quelli inglesi incontrati allora, costituita da Hurricane). I piloti da caccia della Luftwaffe volavano in formazioni perfezionate in Spagna e secondo principi della Prima Guerra Mondiale, messi in pratica nel conflitto civile di Spagna. L'unità base era la Rotte, composta da due aerei separati da circa 200 iarde. In questo modo, ogni pilota poteva "coprire la coda", cioè sorvegliare i "punti ciechi" dell'altro, pur restando questo il compito principale del gregario. Questa unità base poteva essere facilmente ingrandita, semplicemente replicandola. Due paia costituivano una Schwarme e i quattro aerei affiancati si disponevano proprio come i piloti del grande asso tedesco Oswald Boelcke avevano fatto durante la Prima Guerra Mondiale, formando quella che veniva chiamata "formazione a quattro dita". Diverse di queste formazioni, scaglionate, costituivano uno Staffel e volavano ondeggiando avanti e indietro per mutua protezione.

## Mk.II e Mk.III
Nel giugno 1940 arrivò, a quattro anni di distanza dal volo, il vero 'Spitfire' pienamente operativo, l'Mk.II. Questo era dotato di un motore Merlin XII con una potenza di 110 hp maggiore, che utilizzava per il circuito pressurizzato di raffreddamento, per la prima volta, una miscela di acqua e glicole etilenico. Tutti i precedenti miglioramenti sperimentati sull'Mk.I vennero pure adottati, e il tempo di salita a 6100 m venne ridotto a circa 7 minuti al peso di 2.800 kg, quello del velivolo totalmente equipaggiato. Solo dall'agosto del 1940 iniziò il servizio con l'611 Sqn. cosicché, nonostante la produzione iniziata appena prima della battaglia d'Inghilterra, il grosso dello sforzo venne svolto dall'Mk.I, soppiantato solo a partire da settembre, quando era oramai fuori produzione.
In seguito, gli Spitfire iniziarono l'offensiva contro gli obiettivi tedeschi in Francia. Per questo vennero utilizzati Spitfire speciali, che utilizzavano un serbatoio da 182 litri sotto l'ala sinistra, che li sbilanciava e ne riduceva le prestazioni a meno di quanto possibile con gli Spitfire Mk.I. L'installazione era obbligatoria perché non vi era modo di raggiungere le distanze necessarie con i caccia standard. Le missioni offensive erano condotte in una situazione di superiorità numerica, spesso con formazioni miste con gli Hurricane. Queste missioni erano nominate 'Circus' e compresero, come massimo sforzo l'attacco alla centrale elettrica di Colonia, condotto da oltre 50 Bristol Blenheim dei quali 10 abbattuti, assieme a 4 Spitfire. Queste azioni continuarono durante quasi tutto il 1941, fino a quando il Bf-109F e il FW-190 misero fine alla carriera dell'Mk.II a lungo raggio.
Il progetto del Mk.III invece risultò rallentato da situazioni contingenti con il risultato che solo 2 esemplari di Mk.III furono costruiti.

## Spitfire Mk.V
Nel marzo del 1941 entrò in azione una nuova versione dello Spitfire, il Mark V e il Comando Caccia britannico passò all'offensiva. La produzione di Spitfire, intanto, saliva al punto da sopravanzare le perdite. Se durante la battaglia d'Inghilterra avevano operato diciannove Squadron di Spitfire, nel settembre 1941 erano 27 e alla fine dello stesso anno addirittura quarantasei.
Nonostante il numero di versione più alto, lo Spitfire V, Tipo 349, entrò in servizio prima dello Spitfire P.R.IV. Seguiva nella produzione l'Mk.II e, in effetti, la fusoliera dello Spitfire V era simile a quella dell'Mk.II, fatta eccezione per i longheroni rinforzati, mentre l'ala restava la stessa. Saliva il peso delle corazzature, fino a 58 kg, sullo Spitfire VA e a 69 sull'Mk.VB. Le due varianti montavano ali "A", con otto mitragliatrici, o "B", con due cannoncini Hispano e quattro mitragliatrici Browning.

Lo Spitfire VC aveva, invece, l'ala universale, o Tipo "C", collaudata per la prima volta sul prototipo dello Spitfire II. L'Mk VC. aveva le ruote spostate in avanti di 5 centimetri e una corazzatura ancora più pesante (87 kg), mentre gli ultimissimi esemplari montavano alettoni di metallo, che facilitavano le manovre ad alta velocità, alettoni peraltro già montati su alcuni esemplari di Mk II.
Inoltre gli Spitfire V furono dotati di radio VHF e fu, in parte, risolto il problema del carburatore, ma questo pur migliorato sistema di alimentazione del motore non ebbe mai caratteristiche paragonabili a quello ad iniezione adottato dai motori tedeschi.

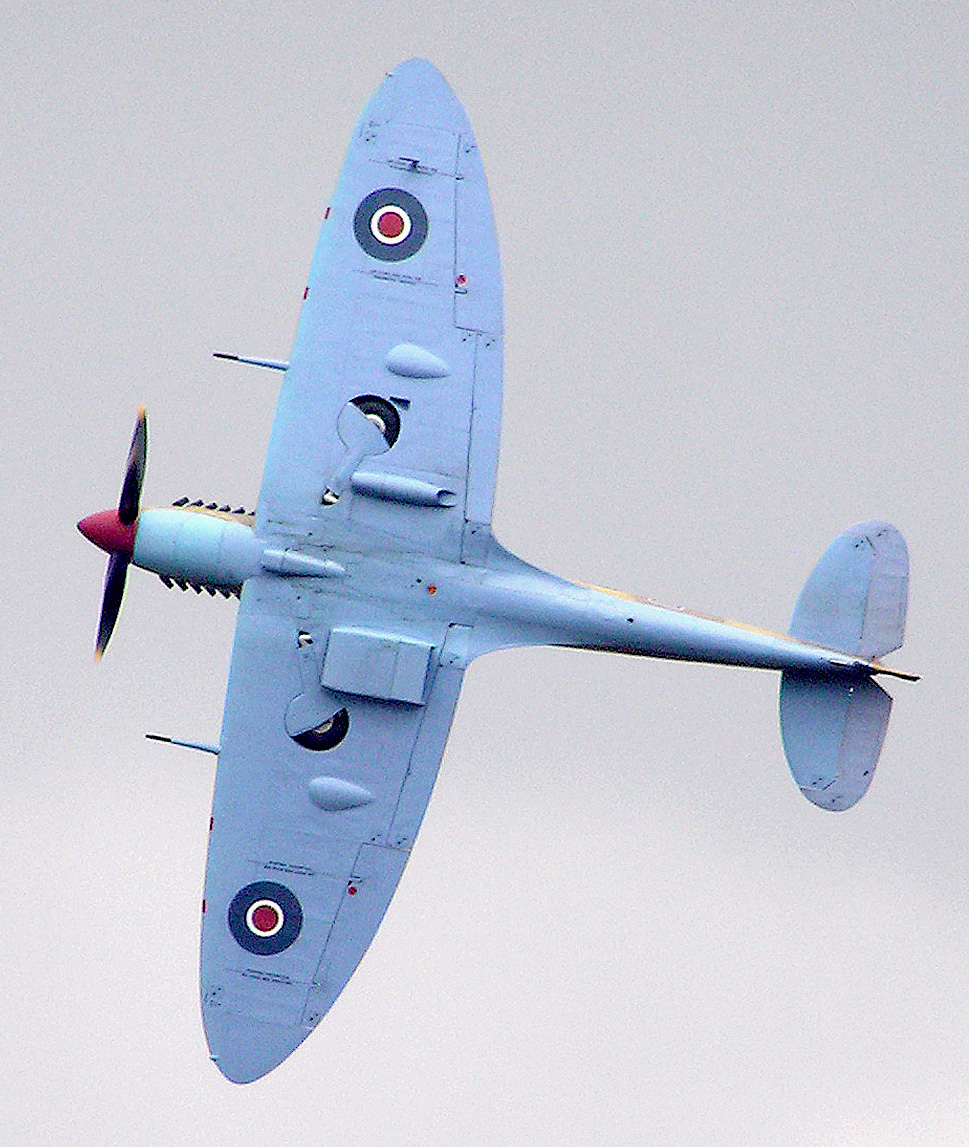
Uno Spitfire Mk.V mostra la forma ellittica delle sue ali

I motori installati sugli Spitfire V furono i Merlin 45 (che forniva un aumento, rispettivamente, di 440 hp e 330 hp rispetto alle versioni dei Mark I e II
), 50, o 50A con potenza di 1 470 hp a 2 820 m di quota, oppure i Merlin 46 da 1 415 hp a 4 270 m di quota. Sia gli Mk.VB che gli Mk.VC potevano portare un serbatoio sganciabile da 500 a 800 litri sotto la fusoliera; inoltre, gli Mk.VC potevano portare due bombe da 113 kg o una da 226 kg.
Il peso a vuoto, rispetto alle versioni precedenti, passava da 2 180 kg a 2 300 kg e quello operativo saliva da 2 620-2 675 kg a 3 070, ma, grazie alla maggiore potenza del propulsore, la velocità aumentava - anche se solo di 12 km orari - rispetto a quella dell'Mk.IA (590). Il modello Mk.VC Low Fighter, infatti, raggiungeva i 602 km/h a 4 000 metri. Il maggior appesantimento, però, faceva aumentare leggermente il tempo di salita a 6 000, rispetto all'Mk.IIA: di 7 minuti per la versione precedente e di 7 minuti e 5 secondi per l'Mk.VC. Rispetto all'Mk.I, il tempo di salita però era sceso di quasi due minuti. La quota massima operativa saliva a 11 000 ma l'autonomia scendeva dagli 805–925 km - sempre dell'Mk.IIA - a 750–765 km.
I miglioramenti quali il vetro blindato, l'elica tripala a giri costanti Rotol (227 kg contro i 43 del tipo bipala ligneo), il seggiolino blindato (33 kg nei modelli originari), l'IFF (18 kg di peso) e molto altro ancora, furono mantenuti. In più vennero aggiunti nei modelli Mk.VB e C i cannoni Hispano Suiza da 20 mm (sia pure all'inizio con un caricatore a tamburo da 60 colpi) al posto di quattro delle otto Browning da 7,7 mm. Presto apparvero anche attacchi per bombe, filtri antisabbia e una versione imbarcata, il Seafire Mk.I.
Ma la limitata quantità di carburante trasportata dallo Spitfire, che nella battaglia d'Inghilterra non aveva suscitato molte preoccupazioni, ora che all'aereo veniva chiesto di compiere missioni in profondità nel territorio nemico rappresenta sempre più un handicap. Alla sua ottimale velocità di crociera di 482,4 km/h (281 miglia orari) a 3 000 metri con il motore a 2 650 giri e il sovralimentatore alla pressione di +2 libbre - una pressione che permetteva al motore di compensare la perdita di potenza ad alta quota dove l'aria è più rarefatta - un Mk V consumava 35 galloni (132,475 litri) di benzina da 100 ottani in un'ora. Il serbatoio conteneva 87 galloni (329,295 litri). Questo significa che alla massima velocità di crociera di 533 km/h (331 miglia all'ora), a 2 650 giri motore e una pressione di +6 libbre, un Mk V bruciava 70 galloni (264,95 litri) in un'ora. In combattimento, con la manetta spinta tutta in avanti (massima potenza), il motore che girava a 3 000 giri al minuto in "zona rossa" e con il sovralimentatore alla spinta massima di +16 libbre, un serbatoio pieno si sarebbe svuotato in poco più di trenta minuti.
Ricordava il Wing Commander Sammy Sampson, OBE, DFC & BAR: 
"A metà del 1943 i nostri Spitfire V non erano all'altezza dei Bf 109 e dei FW 190." 
Dei 6 479 Spitfire V costruiti complessivamente, 94 furono completati come Mk.VA, 3 932 come Mk.VB e 2.447 come Mk.VC.
Il 7 marzo 1942, quindici Spitfire V - con serbatoi ventrali supplementari da 90 galloni - decollarono dalla portaerei nave britannica "Eagle", al largo dell'Algeria, diretti a Malta, distante 600 miglia. Questi quindici MK.V furono i primi Spitfire in servizio oltre mare. Altri sedici arrivarono all'isola assediata entro la fine del mese ma, a causa delle perdite, si decise di far decollare gli Spitfire V dalla base della Rocca di Gibilterra. Dotati di un voluminoso serbatoio da 170 galloni, gli Spitfire impiegavano più di cinque ore per coprire le 1 100 miglia che separavano la Rocca da Malta.
Nell'agosto successivo, tre Gruppi operavano sul fronte dell'Africa Settentrionale con questo tipo di velivolo. Agli inizi del 1943, Spitfire V volavano in difesa di Darwin, in Australia, e nell'ottobre dello stesso anno, tre Gruppi (N° 136, 607 e 615) su Mk.V iniziavano le operazioni dalla Birmania.
Gli Spitfire vennero usati in misura sempre maggiore per attacchi al suolo e, a partire dal 1943, la maggior parte degli Mk.V venne modificata con taglio delle estremità alari e installazione di motori Merlin 45 M, 50 M o 55 M da 1 585 hp a 850 metri, acquisendo la denominazione di L.F. (Low Fighter: Caccia da bassa quota).
Con due bombe da 250 libbre attaccate sotto le ali, molti Mk.V furono usati come bombardieri in tutto, per attaccare aeroporti e fortificazioni in Sicilia, sganciando le loro bombe a 7 000 piedi dopo una picchiata ottimale di 60 gradi, dopo di che potevano battersi quasi alla pari con Fw 190, Bf 109 e con i migliori caccia della Regia Aeronautica, i Macchi M.C.202 ed M.C.205, con motore Daimler Benz.
I modelli Mk.V vennero dotati di vari armamenti, come le 8 mitragliatrici da 7.7 mm ma ben presto iniziò la produzione con ala 'universale' 'C Wing' (cioè in grado di montare differenti armamenti in ambiente operativo). La versione 'A' montava 8 mitragliatrici Browning (300 colpi ciascuna), la 'B' 2 cannoni Hispano Suiza Mk.II con caricatore a tamburo da 60 colpi e 4 mitragliatrici con 350 colpi, mentre la 'C' poteva utilizzare sia la configurazione 'A' sia la 'B' ma in pratica venivano montati 2 cannoni con l'alimentazione a nastro da 120 colpi e 4 mitragliatrici con 350 colpi. Questo rendeva finalmente migliore l'autonomia di fuoco, prima di appena sei secondi, dei cannoni e li rendeva più affidabili e meno ingombranti. Normalmente vi erano solo 2 cannoni, ma in teoria ve ne potevano essere installati quattro.
La versione imbarcata Seafire I era anch'essa una derivazione dell'Mk.V. Il debutto avvenne in Algeria durante l'Operazione Torch, e nel primo giorno le varie battaglie aeree misero a dura prova la modesta linea di 36 Seafire, alla fine della giornata non meno di 12 Seafire erano andati perduti.

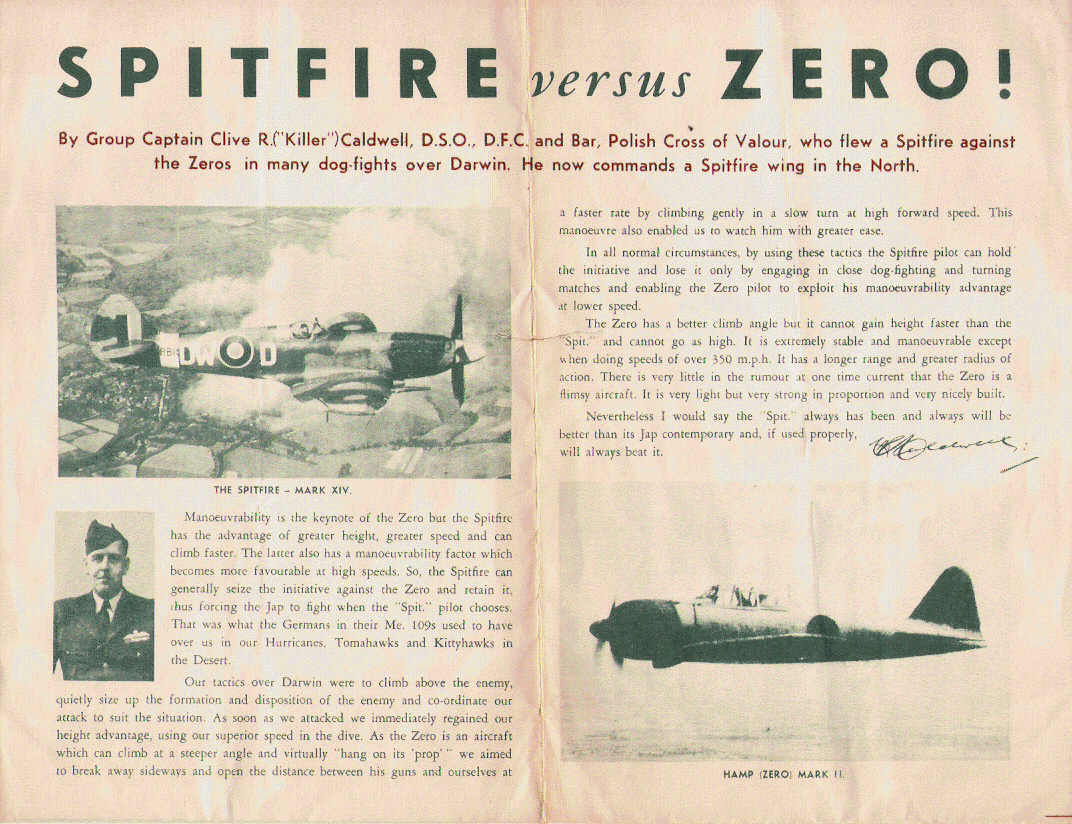
Pamphlet propagandistico britannico che presenta le differenze tra Spitfire e Zero per pubblicizzare il "R.A.A.F Locker Fund - Aircraft Exhibition" e raccogliere fondi.

Su Malta gli Spitfire giunsero a marzo del 1942. I primi 31 Spitfire, dotati di serbatoio supplementare, vennero lanciati verso Malta dalle portaerei Argus ed Eagle. Vennero ben presto consumati nella battaglia violentissima che allora imperversava. La portaerei Wasp americana, il cui intervento era stato chiesto da Churchill dato che gli ascensori delle portaerei inglesi non erano sufficienti per uno Spitfire senza ali ripiegabili, ne lanciò altri 46 il 20 aprile ma anch'essi non ebbero miglior sorte. Allora Churchill chiese ancora un intervento: chi può dire che la Wasp non possa pungere di nuovo? E il 9 maggio la Wasp lanciò altri 60 aerei, stavolta con piloti esperti e senza i problemi meccanici riscontrati con i precedenti. In tal modo già il 10 maggio i piloti della rinata caccia maltese vantarono 14 abbattimenti contro un'unica perdita, in quello che fu per Malta quello che il 15 settembre 1940 rappresentò per l'Inghilterra: una storica svolta. Da allora numerosi altri Spitfire raggiunsero l'isola con ulteriori lanci, fino a consolidare una presenza di tutto rispetto che scoraggiò gli aerei italo-tedeschi dal continuare l'attacco. Le battaglie aeree furono violentissime, come quelle del 10 e del 15 maggio, e poi avvennero quelle in supporto dei convogli Harpoon e Pedestal durante l'estate, che riuscirono a rifornire Malta di sufficienti materiali per continuare la lotta. L'ultimo, debole tentativo di piegare l'isola avvenne d'ottobre, ma con scarso impegno e pochi mezzi. Tra le modifiche di notevole interesse vi fu anche quella che consisteva nel dotare gli Spitfire di un gigantesco serbatoio da 770 litri circa, che permetteva di volare per oltre 2 000 km e così di evitare l'attraversamento di mezzo Mediterraneo alle portaerei, troppo esposte alle insidie dell'Asse.
Nel frattempo gli Spitfire arrivarono anche in Africa del Nord. Nonostante l'ingombrante filtro Vockes nel muso, si dimostrarono dei validi combattenti ed eliminarono la superiorità dei caccia avversari sui precedenti P-40 e Hurricane.
Il Mark V forniva prestazioni decisamente migliori delle varianti precedenti, ma non era ancora buono abbastanza. Nell'estate del 1941, infatti, la Luftwaffe introdusse un nuovo caccia: Focke-Wulf Fw 190.
Gli Spitfire V furono tra gli aerei alleati forniti all'Unione Sovietica, in base alla legge "Affitti e prestiti", ma proprio il caccia della Supermarine risultò tra i più deludenti. Non solo risultò non all'altezza della sua fama, ma veniva spesso confuso dai piloti della VVS (aeronautica militare sovietica) con i Messerschmitt Bf 109 e abbattuto.

## La sfida del Focke-Wulf 190
Il Focke-Wulf era più veloce di 25-30 miglia orarie (40–48 km/ora) dello Spitfire V in quasi ogni quota.. L'arrivo di questo avanzato caccia con motore radiale BMW spinse Joseph Smith e la sua squadra alla Supermarine ad accelerare al massimo lo sviluppo dello Spitfire. Ma per la maggior parte dell'anno - e fino all'arrivo dello Spit IX - il Fw dominò i cieli. "Il Focke-Wulf 190 certamente provocò uno shock ai britannici", scriveva Douglas Bader nella sua autobiografia Fight for the sky. "Questo nuovo caccia superava in cabrata e in picchiata lo Spitfire. Ora per la prima volta i tedeschi superavano in volo i nostri piloti. E li superavano anche in armamento".
La sua velocità di rollio, poi, era incredibilmente rapida, permettendogli di cambiare direzione molto rapidamente. Un rapporto ufficiale della RAF del luglio 1942 rivelava che quando il FW era in virata e veniva attaccato dallo Spitfire, il grado superiore di rollio gli permetteva di guizzare picchiando in una virata nella direzione opposta. Il pilota dello Spitfire aveva una grande difficoltà a seguire la manovra, anche quando era preparato a farlo.
Solo in virata, lo Spitfire manteneva il vantaggio, con il suo carico alare più leggero. Ma anche questo non era sempre garantito, perché il FW 190 poteva virare molto stretto usando 10 gradi di flap ed usando la sua bruciante accelerazione per compensare l'aumento di resistenza aerodinamica. Esistono diverse testimonianze di FW 190 che hanno superato in virata gli Spitfire, la più conosciuta delle quali è riportata dall'asso Johnnie Johnson nel suo libro Wing Leader (pubblicato in Italia come Il padrone del cielo), dove racconta di quando un FW 190 gli fece passare un bruttissimo quarto d'ora sopra Dieppe. Quando un pilota della Luftwaffe atterrò con il suo Fw 190A, intatto, nel Galles del Sud, nel giugno del 1942, furono svolti test comparativi per escogitare i miglior metodi per fronteggiare il nuovo caccia tedesco. Ai piloti degli Spitfire fu raccomandato di mantenere un'alta velocità di crociera per ridurre le possibilità di essere intercettati. Come metodo di evasione ai piloti britannici fu consigliato di spingere l'aereo in una picchiata poco profonda, in caso avesse visto in tempo l'aereo tedesco. Se l'inseguimento si fosse prolungato, sarebbe stato raggiunto, ma siccome ogni dieci secondi si percorreva circa un miglio, tale azione evasiva poteva essere tentata con qualche speranza di riuscita. 
Il nuovo caccia aveva una velocità massima di 656.61 km/h. (408 mph). Era ben armato con due mitragliatrici da 7.92 mm che sparavano attraverso il disco dell'elica, altre due alle radici delle ali, e un paio di cannoni alari da 20 millimetri.
Con l'Mk.IX si arrivò alla parità, con una velocità di circa 15 km/h inferiore a bassa quota, ma da 2400 m lo Spitfire passava in graduale vantaggio, e la salita era pure superiore, specie sopra i 6700 m. Anche la tangenza era stavolta superiore di circa 2 km.

## Gli avversari italiani
Lo Spitfire trovò nei cieli italiani diversi caccia che si rivelarono degni avversari. Il Macchi C. 202 Folgore, in particolare, risultava quasi alla pari dello Spitfire V: altrettanto veloce, lo superava in virata, ma era meno armato ed aveva una minore velocità di salita. Il Macchi C.205V, nel 1943, oltre a mantenere la maggiore maneggevolezza, colmava il divario nell'armamento e staccava il Mk V in velocità di salita, configurandosi come un avversario di tutto rispetto dello Spit V. 
"In generale lo standard di volo dei piloti italiani era davvero alto - scrive l'asso scozzese Grp. Capt (ret) Wilfrid Duncan Smith (19 abbattimenti) nel suo Spitfire into battle - e in scontri con i Macchi 205, in particolare, ci trovavamo di fronte aerei che potevano virare e duellare con i nostri Spitfires estremamente bene".
Lo stesso Duncan Smith, amico dell'altro grande asso britannico, Douglas Bader, e padre dell'omonimo leader del Partito conservatore si era misurato con un altro caccia della Serie 5, il Reggiane Re.2005, restandone ancor più impressionato «Essendomi scontrato in un duello aereo con un Reggiane 2005», racconta sempre in Spitfire into battle, «sono convinto che sarebbe stato molto difficile per noi, spuntarla, con i nostri Spitfire, se gli italiani o i tedeschi avessero avuto qualche stormo equipaggiato con questi aerei all'inizio della campagna di Sicilia o in operazioni da Malta. Veloce, e con eccellente manovrabilità, il Reggiane 2005 era complessivamente un superbo aeroplano. (...) Né il Macchi 205, né il Messerschmitt 109G poteva stare alla pari del Reggiane 2005 in manovrabilità e velocità di salita. Penso che fosse il miglior aereo prodotto dall'Italia nella seconda guerra mondiale». 
Ma anche il Reggiane Re.2001, pur meno veloce e meno armato, poteva dare molto filo da torcere allo Spitfire V, nel combattimento manovrato, come ricorda l'asso britannico Laddie Lucas, nel suo Malta: The thorn in Rommel's side.
Il 13 luglio 1942, su Malta, Jack Rae, allora in procinto di diventare uno dei più dotati piloti neozelandesi e il suo abile numero 2, Alan Yates, del 249 Squadron, avvistarono un Reggiane che stava per lasciare il combattimento e tornare alla base. Quello che seguì diede a Rae un tale shock che gli restò vivamente impresso per mezzo secolo. "Non ero mai stato coinvolto in una tale complessa serie di acrobazie prima di allora, mentre lo inseguivo. In due occasioni quasi entrai in vite per seguire le sue manovre. Trovavo difficile riuscire ad ottenere una posizione vantaggiosa per aprire il fuoco, mentre il pilota italiano, a più riprese, arrivò pericolosamente vicino a colpirmi. Alla fine il suo motore iniziò a fumare e sapevo di avere danneggiato la sua coda. Trovandoci nel mezzo dello stretto di Sicilia, però, con poco carburante e poche munizioni, decidemmo di invertire la rotta, per non rischiare di trovarci in difficoltà se attaccati a nostra volta. Ma mentre viravamo per tornare alla base, lasciando il nostro avversario che fumava copiosamente, con mio grande stupore mi avvidi che anche lui aveva virato. Ci sferrò un ultimo attacco, in segno di sfida, tanto per mostrare che cosa pensava di una coppia di Spitfire."

## Con la "Stella Rossa" dell'URSS
Gli Spitfire volarono anche con la stella rossa dell'aviazione sovietica. Nel novembre 1941, la RAF inviò tre PR Mk IV da ricognizione a Vaenga, nella Russia settentrionale per controllare i movimenti delle navi da guerra tedesche. Il personale della Sovetskie Voenno-vozdušnye sily (VVS) restò colpito favorevolmente dalle caratteristiche del ricognitore della Supermarine. 
Così, all'inizio dell'ottobre 1942, Iosif V. Stalin scrisse a Winston Churchill, chiedendo la consegna urgente di un numero di Spitfire. Churchill acconsentì ad inviare una prima fornitura di 150 aerei, con parti di ricambio, equivalenti ad altri 50 aerei. Le consegne degli Spitfire Mk VB iniziarono nella primavera del 1943. Furono questi i primi caccia della Supermarine ufficialmente esportati. 
Nel maggio 1943, 143 Mk VB furono inviati in Russia, e da quel momento e fino alla caduta di Berlino, circa altri 1.200 li seguirono.
Ma i piloti sovietici non furono particolarmente soddisfatti del caccia della Supermarine, di cui sottolinearono i difetti strutturali, anche gravi, comuni a gran parte delle versioni. Il carrello, per esempio, con la sua stretta carreggiata, era poco adatto a piste erbose od irregolari. Lo spazio ravvicinato tra le gambe del carrello faceva sì che l'aereo tendesse ad oscillare pericolosamente quando rullava su fondi non ben livellati, con il rischio che la punta di un'ala toccasse il suolo. Inoltre, come l'Hurricane, il centro di massa era posizionato verso la parte anteriore, per cui lo Spitfire poteva facilmente sbilanciarsi in avanti e toccare la pista con le pale dell'elica o piantarsi a muso in giù. Ragion per cui il manuale di volo vietava espressamente il rullaggio su terreno soffice senza un uomo che sedesse a cavalcioni sulla coda per bilanciarne il peso.

## Spitfire "a stelle e strisce"
Con l'Mk.V iniziarono finalmente anche le esportazioni di quantità significative di 'spit' anche verso gli USA. Ma per vari motivi non vi fu molta pubblicità sulle forniture inglesi di aerei, mentre non mancò quando si trattò delle forniture americane agli inglesi, anche se obiettivamente esse erano ben più consistenti. Eppure, Mosquito e Spitfire militarono nell'United States Army Air Forces (USAAF) e anche nell'U.S. Navy in quantità significative. E così, dal settembre 1942 i 3 squadroni RAF di volontari USA su Spitfire (le aquile) divennero squadroni dell'USAAF.

## Spitfire Mk.IX
Dopo un lungo e penoso periodo in cui gli inglesi persero quattro caccia per ogni avversario abbattuto, per contrastare gli ultimi formidabili caccia tedeschi (Bf 109F-4 e G inclusi) fu messo a punto il Mk.IX che rappresentò nuovamente una pietra miliare e che fu prodotto in più di 5500 esemplari. Nel luglio 1942 entrò in servizio, risultando superiore nei test condotti contro gli Fw190 catturati e fu prodotto fino alla fine della guerra. Lo Spitfire Mk.VIII avrebbe dovuto essere quello 'definitivo', ma questo non fu mai, perché lo sviluppo di questo modello riprogettato, un poco come il Macchi C.205N, prese troppo tempo e risultò complesso. La rimotorizzazione dello Spitfire Mk.V con il Rolls-Royce Merlin 61 con compressore a due stadi, capace di erogare 1000 hp a 9.000 metri, il doppio del Merlin 45, fu un grande miglioramento. Questo avveniva soprattutto a partire dai 6.000 metri e la macchina dimostrava ad alta quota una grande superiorità sull'Mk.V. 

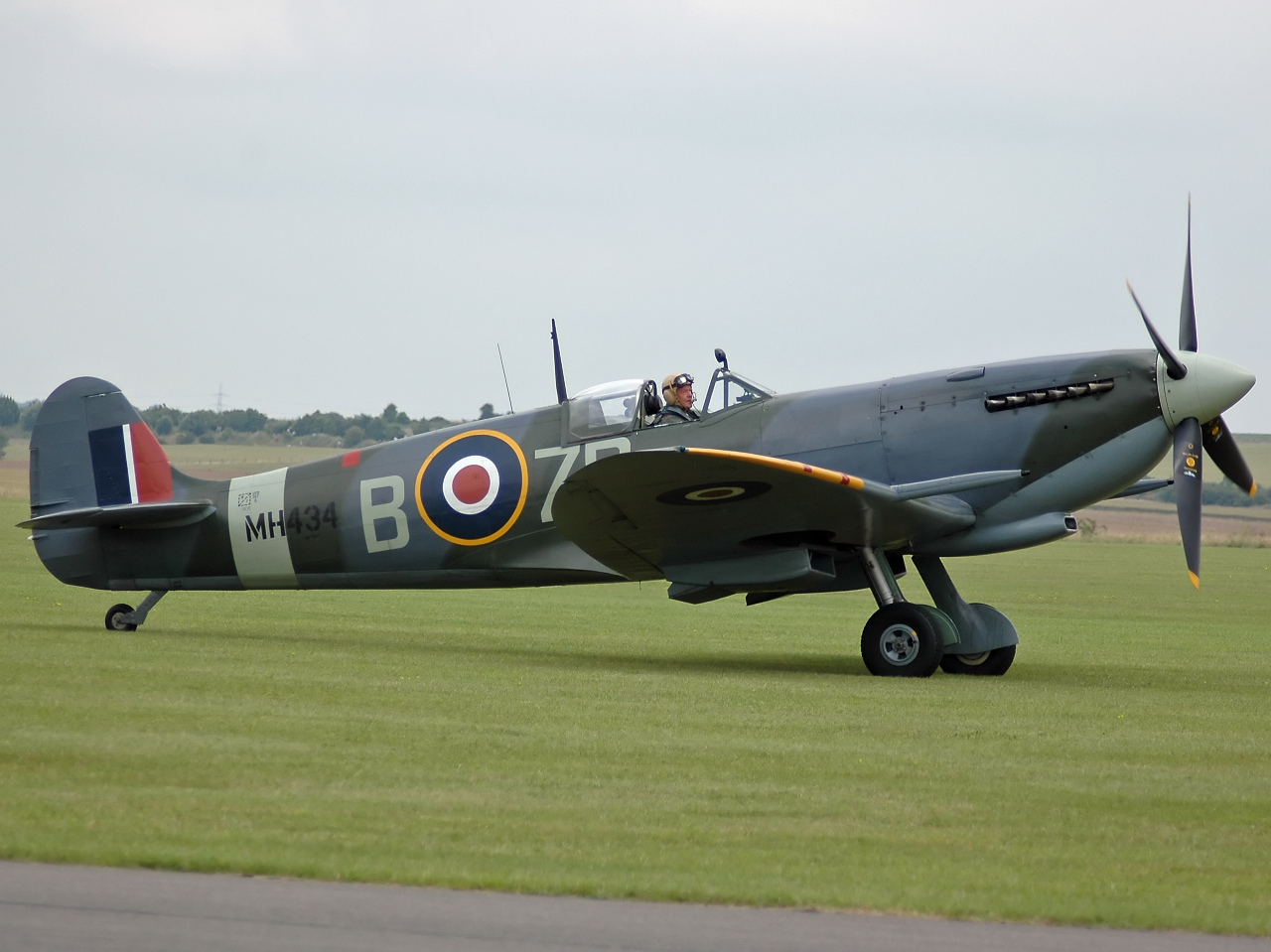
Uno Spitfire Mk.IXc

La velocità di salita era tale da rendere possibile, per un velivolo a pieno carico (ma senza bombe), salire a 20 000 piedi in meno di 6 minuti (tali valori sono riportati con la potenza in emergenza), con collaudi in cui i tempi, a seconda della sottoversione, arrivarono persino a 4,5 minuti. La salita con potenza 'normale' e con carichi esterni era dell'ordine dei 5,5 minuti o circa 6,5 con una bomba da 227 kg. Valori tutto sommato non dissimili da quelli dei caccia italiani della "serie 5". Il Macchi C.205V, verosimilmente il migliore tra i caccia intercettori italiani a quote medio-basse, arrivava a 6 km in 5 minuti e 53 secondi, 7 se con il motore a potenza normale. Il Fiat G.55 impiegava circa 7,2 minuti e il Reggiane Re.2005 attorno ai 6,5. La maneggevolezza e la salita erano eccellenti sia per i caccia italiani, sia per lo Spit, quindi in caso di scontro a fare la differenza era la bravura del pilota e l'eventuale posizione iniziale di vantaggio. Lo Spitfire IX poteva volare fino a 13000 metri di quota, rispetto agli 11.000 raggiunti precedentemente. La differenza con l'Mk.V era marcata soprattutto ad alta quota, mentre in termini assoluti la velocità di punta saliva ad oltre 650 km/h. Con lo stesso motore il P-51 Mustang era capace di oltre 700 km/h, nonostante un peso molto maggiore, ma salita, maneggevolezza, potenza di fuoco e tangenza del più leggero Spitfire Mk.IX erano superiori, con la capacità di salire a 9.000 metri in meno di 8-10 minuti contro circa 13.

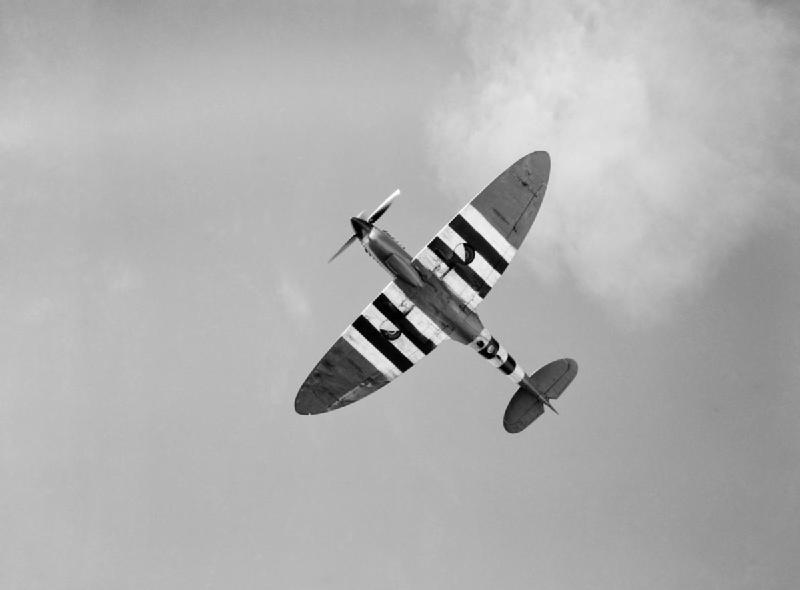
Spitfire Mk.XI la versione da ‘ricognizione’: notare i due obiettivi fotografici visibili nella parte posteriore della fusoliera

L'Mx IX fu un velivolo di notevole successo, e mise letteralmente in ombra l'Mk.VIII. Questo entrò in produzione attorno al 1943 e fu prodotto in circa 1700 esemplari, mentre l'Mk.IX entrò in servizio già nel 1942, ottenendo subito successi contro i Bf-109G e soprattutto i temuti Fw 190. Il FW 190 non fu mai un bersaglio facile per nessuno, e sotto i 6.000 metri esso era ancora competitivo con l'Mk.IX, ma al di sopra la differenza di potenza dava maggiore vantaggio alla macchina inglese.
Un modello da ricognizione, derivato dall'Mk.IX, era una naturale evoluzione. Già alcuni altri Spitfire erano stati attrezzati per questo compito, ma l'Mk.XI risultò il migliore. Munito solo di macchine fotografiche, serbatoi ausiliari dietro l'abitacolo per un totale di circa 900 litri, esso aveva una lunga autonomia ed eccellenti prestazioni di velocità, essendo capace di circa 675 km/h mentre in picchiata raggiunse oltre 960 km/h. Il suo curriculum operativo fu di estrema importanza per la RAF, eseguendo voli senza scorta fin sulla Germania.

## La minaccia "Zero"
Nel Pacifico lo Spitfire trovò un temibile avversario nel Mitsubishi A6M Zero. Leggero, snello e eccezionalmente manovrabile, questo caccia a lunga distanza prestò servizio con la marina imperiale Giapponese per tutta la durata della guerra nell'Estremo Oriente, dall'attacco a Pearl Harbor fino alle ultime disperate sortite contro i bombardieri B-29, nell'agosto del 1945. Gli Spitfire si scontrarono con i giapponesi per la prima volta nel "Boxing Day", nel 1943. Un paio di Spitfire attaccarono una vasta formazione di aerei da combattimento nipponici, su Chittagong, abbattendo quattro tra caccia e bombardieri. L'ultimo giorno del 1943, i piloti degli Spitfire della Royal Australian Air Force (RAAF) abbatterono undici bombardieri giapponesi e tre caccia, meritandosi un encomio da parte di Winston Churchill. Nelle battaglie aeree su Chittagong nel 1943-1944, gli Spitfire ottennero numerosi successi contro i bombardieri giapponesi. Le perdite di Spitfire, tuttavia, diventavano preoccupantemente alte, quando si avventuravano in volo sul mare aperto, come scoprì la RAAF durante la difesa di Darwin, a causa del raggio d'azione limitato dei caccia inglesi, che non di rado finivano il carburante e non riuscivano a rientrare. E gli Zero si dimostrarono superiori negli scontri manovrati. "Il famoso Spitfire - ricordava l'asso statunitense delle Flying Tigers, Gregory "Pappy" Boyington, nel suo L'asso della bottiglia (Baa Baa Black Sheep) - non ce la faceva con lo Zero giapponese. Tornavano pieni di fori dopo gli scontri con i caccia del Sol Levante." Nello scontro ravvicinato, il caccia giapponese poteva facilmente superare in combattimento manovrato il caccia di Mitchell. I piloti degli Spitfire Mk. VIII che operavano su Burma, negli scontri con i caccia della Mitsubishi, impararono che, se seguivano le regole adottate dalle Flying Tigers con i loro P-40 con le celebri bocche di squalo dipinte - nessun duello aereo a bassa quota e bassa velocità - avevano poco da temere. Altrimenti venivano inesorabilmente abbattuti.
Quello di combattere contro i giapponesi si rivelò un compito particolarmente impegnativo. Diversi Squadron della RAF vennero schierati, nel 1943, in Australia. Anche se risulta che i caccia britannici abbiano ottenuto successi contro i velocissimi Ki-46 da ricognizione (di cui dichiararono 18 abbattimenti complessivi), il loro effetto contro le formazioni di caccia e bombardieri giapponesi, nelle missioni su Darwin, fu molto minore, e le perdite furono devastanti. In tutto vennero persi per varie cause 38 Spitfire su circa 100, ma le vittorie in combattimento, (a parte gli aerei giapponesi persi per altre cause come la mancanza di carburante), furono solo una dozzina. Solo tre i Mitsubishi Zero abbattuti dagli Spitfire in scambio di circa 21 Spitfire. Anche i Nakajima Ki-43 ottennero un risultato di 2 a 1 in una singola missione in cui venne usata l'aviazione dell'Esercito.

## Spitfire e Griffon

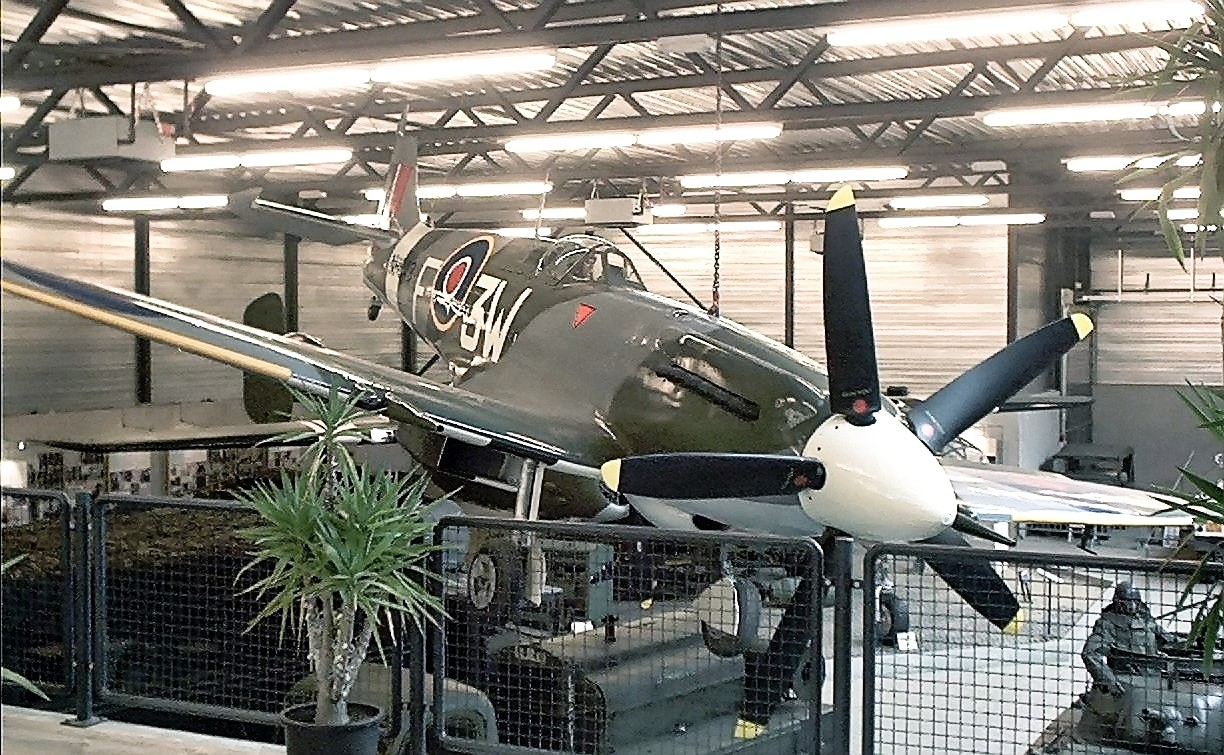
Uno Spitfire Mk.XIVc esposto presso il museo di Overloon, Paesi Bassi

Con una potenza di 1.700 hp, i primi Spitfire con motore Griffon fecero il loro debutto operativo all'inizio del 1943. Furono designati Mk XII ed erano stati sviluppati dal modello sperimentale Mk IV, portato in volo alla fine del 1941. La principale differenza tra il Griffon ed il Merlin a parte l'aumento di cilindrata, passata da 27,2 litri a 36, risiedeva nel fatto che faceva girare l'elica in direzione contraria. Questo costrinse i piloti degli Spitfire-Griffon a invertire l'azione sul timone in fase di decollo per compensare l'effetto giroscopico che spingeva l'aereo a virare di lato in fase di rullaggio. Alla minima disattenzione l'aereo abbandonava la traiettoria lineare e - nel migliore dei casi - decollava con traiettoria curva. Ma molti furono gli incidenti. Una volta in volo, però, l'aereo si dimostrava anche più veloce di quanto previsto. Durante un test con un FW 190 catturato e il nuovo Hawker Typhoon, nel giugno 1942, il collaudatore della Supermarine, Jeffrey Quill, sullo Spitfire DP845, uno dei due Mk IV rimotorizzato con il Griffon, si lasciò facilmente alle spalle gli altri due caccia. Quando fu montato sulla struttura dell'Mk XII, il Griffon erogava 2,035 hp. Questo dava alla nuova versione del caccia Supermarine prestazioni elevatissime a bassa quota (circa 540 km/h a livello del mare) che gli permisero di affrontare in condizioni di vantaggio il Focke-Wulf 190 e di distruggere persino le V-1. Dato il nuovo motore, le dimensioni delle testate dei cilindri costrinsero a modellare due lunghe bugnature ai lati del cofano motore, mentre una terza incapsulava i magneti. 
Le caratteristiche di volo comprendevano una velocità di rollio eccellente, una controllabilità longitudinale superiore rispetto allo Spitfire V, ottimo anche il comportamento nelle picchiate ad alta velocità e più in generale, una maneggevolezza superiore a quella degli altri Spitfire in produzione all'epoca. L'unica vera preoccupazione era il timone, assai pesante. Anche la visuale, grazie al muso ribassato, era migliore, sia in combattimento che nelle azioni di attacco al suolo, con prove svolte in picchiate di 45° (anche se in pratica, l'aereo venne impiegato come intercettore). Quanto alle prestazioni di salita, lo Spitfire XII era buono anche se non ottimo, capace comunque di competere con lo Spitfire Mk V almeno entro i primi 3.000 metri (raggiunti in circa tre minuti), ma inferiore all'Mk IX, tanto che la quota operativa era stimata essere circa 9.000 metri (28.000 ft), sebbene prove di salita siano state svolte fino a circa 11.000 metri (37.000 ft), però con il prototipo, che era provvisto di ali con estremità normali. Venne anche approntato un motore migliorato, il Griffon IV, che permetteva di aumentare la salita di circa 3 metri al secondo e di risparmiare circa 30 secondi per i 3.000 metri. Anche così, lo Spitfire Mk IX tornava ad essere superiore appena oltre i 1.200 metri, sia pure in maniera molto meno marcata. Lo Spitfire Mk XII rimase quindi una macchina veloce (fino a circa 640 km/h o 397 mph, a circa 5.400 metri o 18.000 ft), ma specialista nei combattimenti da bassa quota. 
Ne furono costruiti un centinaio, chiaramente una misura ad interim in attesa di un nuovo Spitfire Griffon che fosse maggiormente versatile come caccia multiruolo.
La Supermarine cercò di ovviare agli inconvenienti dell'Mk XII montando il Griffon sulla fusoliera dell'Mk VIII. Ne risultò l'Mk XIV di cui furono costruiti 957 esemplari, circa 400 dei quali nel modello caccia-ricognitore Mk XIVE. L'Mk XIV aveva ottime prestazioni ed era più facile da pilotare dell'Mk XII. Una delle migliorie, fu l'adozione di una leva del gas più lunga che permetteva di dosare con maggior progressività la bruciante accelerazione del Griffon. Una nuova elica a cinque pale Rotol, poi, garantiva un miglior utilizzo dell'esuberante potenza del nuovo motore, mentre le punte delle ali squadrate riduceva le sollecitazioni operanti sulla fusoliera.
La maggiore novità introdotta con l'Mk XIV fu il R.R. Griffon 61 o 65. Questi nuovi motori tornavano al compressore a doppio stadio, come nel caso dei Merlin 61, mentre le versioni precedenti avevano un monostadio a due velocità. Così il Griffon 65 erogava fino a 2.035 hp (1.520 kW) alla quota di 2.100 metri e 1.820 hp ancora a 6.400 metri. Per confronto, il Griffon IIB aveva solo 1.730 hp a 230 metri e 1.490 a 4.270 metri, il che spiega il drastico calo di prestazioni ad altezze elevate. Di conseguenza l'Mk XIV divenne un caccia per tutte le quote, era più veloce e saliva meglio dell'Mk XII (a 6.100 metri in circa 5 minuti contro 6,7 e a 9.150 metri in circa 8,35 minuti contro 13).
La differenza in prestazioni tra il nuovo Spitfire e i caccia tedeschi fu vista come molto elevata, tranne che attorno ai 5.000 metri, dove il Gustav era ancora concorrenziale in velocità e salita. Ma altrove il vantaggio passava notevolmente dalla parte dello Spitfire, che lo superava di circa 60 km/h ad alta quota. Anche il FW 190 veniva superato a tutte le quote, anche se si difendeva a quelle medio-basse. La maneggevolezza era pure superiore, tranne che contro il FW 190 e solo nel caso del rollio; in virata lo Spitfire XIV, malgrado fosse pesante, pareggiava il precedente Mk IX e superava tutti gli altri caccia angloamericani di ultima generazione (Tempest e Mustang inclusi);in salita era il migliore dei caccia provati dai britannici, superando di poco anche lo Spitfire IX. La picchiata era buona, ma non ancora totalmente priva degli inconvenienti visti con i precedenti Spitfire.
Alla fine l'Mk XIV entrò in servizio con lo Squadron 610 a County of Chester nella primavera del 1944. Il suo potere di fuoco era tre volte quello dell'Mk I e la sua velocità massima era di 724 km/h (450 mph) a 7.924 metri (26 000 piedi) e aveva una velocità di salita di 1.395 metri (4.580 piedi) al minuto. Non entrò in azione tanto contro i Bf 109 e i Fw 190, quanto, molto efficacemente, contro le bombe volanti V1, delle quali distrusse almeno 300 esemplari. E fu sempre un Mk XIV che divenne il primo aereo alleato ad abbattere un caccia a reazione Me.262. 
Nella sera del 14 febbraio 1945, il Flight Lieutenant F.A.O. Gaze del RAF 610 Squadron, in pattuglia su Nimega, nei Paesi Bassi, su un Mk XIV, dopo aver fallito l'intercettazione di un jet bimotore da ricognizione Arado 234, sorprese tre Me 262 a quota inferiore. "Non potevo vedere bene perché volavamo contro sole", ricordava Gaze. "Ma sparai da una distanza di 350 iarde colpendo il motore di destra. Il 262 tirò su il muso lentamente e virò a dritta, mentre gli altri due sparivano tra le nuvole. Feci fuoco ancora colpendo di nuovo il motore e la fusoliera. Si rovesciò, infilandosi tra le nuvole. Lo seguii e uscito dalle nubi vidi un aereo esplodere a terra un miglio davanti a me. Rivendicai questo Me 262 come distrutto e il mio gregario confermò l'abbattimento." Il 13 marzo, sempre su Spitfire XIV, il Flying Officer Howard C. Nicholson del RCAF 402 Squadron su Mönchengladbach rivendicò l'abbattimento di un altro Me 262.
Gli ultimi Mk XIV erano equipaggiati con tettucci a goccia che diedero per la prima volta ai piloti degli Spitfire una visuale libera da ostacoli a tutto campo. Ma questi modelli ormai somigliavano sempre meno al caccia immaginato da Mitchell. L'asso della RAF Johnnie Johnson diceva: "L'Mk XIV era una bella macchina ma non era più uno Spitfire".
Questi ultimi modelli dello Spitfire, bombardando le installazioni in Francia, preparava la strada per lo sbarco alleato in Normandia del 6 giugno 1944. Quel giorno il comando RAF utilizzo in totale 57 squadroni di Spitfire e 4 di Seafire in compiti di varia natura dalla copertura alle prime squadre sbarcate, al pattugliamento dei carichi che giungevano dall'Inghilterra sulle coste francesi. Anche in questo caso gli Spitfire Mk.IXB del 222º squadrone furono i primi aerei alleati ad atterrare per un rifornimento nei territori precedentemente occupati a St. Croix sur Mer.

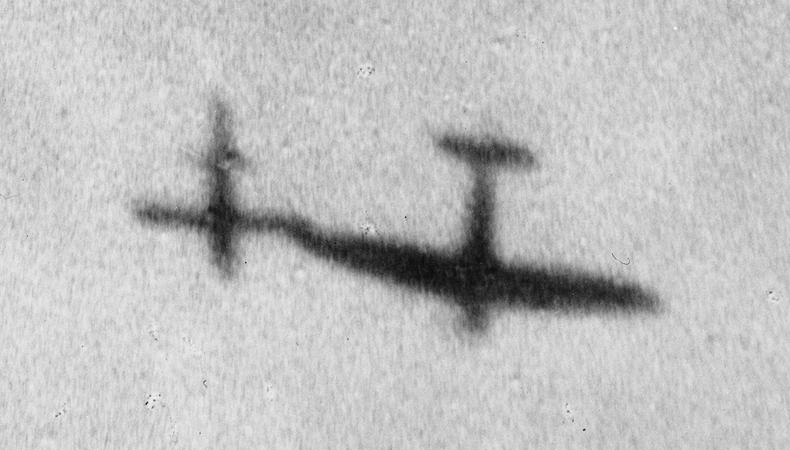
Spitfire (sulla destra) urta con l'ala una bomba volante V1 per causarne l'uscita di rotta

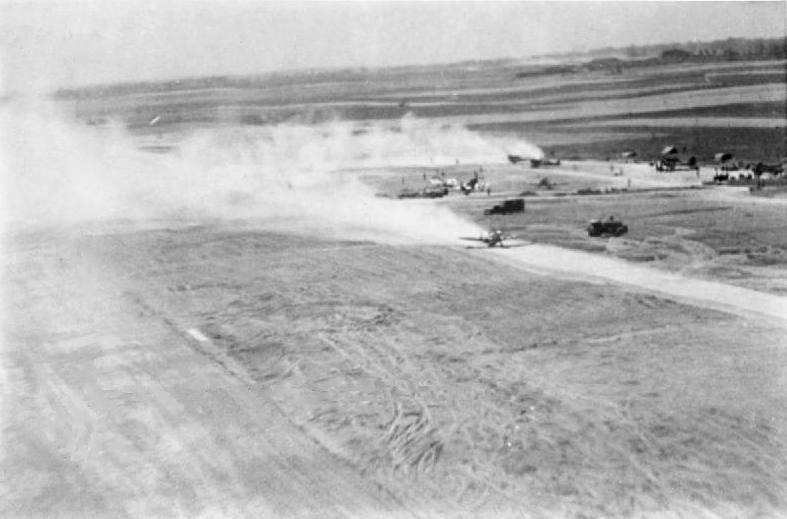
Spitfire Mk.IX atterrano il 12 giugno 1944, per il rifornimento alla base approntata presso Croix sur Mer, Normandia, Francia.

Il 17 luglio gli Spitfire del 602º squadrone ebbero la possibilità di uccidere il maresciallo Rommel ma la volpe del deserto se la cavò con numerose ferite alla testa. Durante la ritirata tedesca gli Spitfire e i Tempest bersagliarono le divisioni in rotta provocando perdite pari a 8 divisioni di fanteria e 2 corazzate. Fu una lezione dell‘uso della superiorità aerea e i piloti RAF potevano essere costretti a uscire in missione anche 6 volte al giorno.
I lanci delle V1 furono il successivo problema che gli Spitfire dovettero affrontare. Per far ciò furono adattati alcuni Mk.IX i Mk.XII e XIV in modo da avere velocità sufficiente. In questo compito furono affiancati dai veloci Hawker Tempest. Inoltre furono impiegati contro le postazioni di lancio sul continente ancora occupato.
L'ultimo sussulto della Luftwaffe si ebbe il primo gennaio del 1945 con l'Operazione Bodenplatte, quando contando sulla sorpresa, 800 aerei variamente assortiti bombardarono e mitragliarono i campi di volo alleati causando la perdita di 200 aerei. Le perdite tedesche furono però superiori e ben 300 aerei furono distrutti dando il colpo di grazia alla forza aerea nazista. I tedeschi subirono molte perdite dalla propria contraerea, la Flak, che nessuno aveva preavvisato dell'incursione.
Le ultime versioni dello Spitfire erano potenti e pesanti, con motori Griffon capaci di oltre 2.000 hp e strutture rinforzate. Essi erano oramai assai diversi in ogni dettaglio dalle macchine delle prime versioni. Nonostante questo, l'ala rimase sufficientemente grande per consentire una buona maneggevolezza, anche se oramai il combattimento impostato sulla velocità diventava l'elemento di maggiore importanza, come dimostrato dai caccia USA contro i leggeri apparecchi giapponesi di vecchia generazione. Lo Spitfire era comunque un velivolo ad elica, e la sua potenzialità non era infinita. L'avvento della propulsione a reazione costrinse tutte le forze aeree a confrontarsi con un nuovo modo di intendere il volo e il combattimento. La differenza maggiore stava nella maggiore velocità che i potenti motori a reazione offrivano, ma assieme ad un funzionamento meno affidabile e con consumi molto superiori. Nondimeno, i Gloster Meteor e i De Havilland Vampire divennero subito i caccia del futuro per la RAF. Gli Spitfire F. Mk.21 ebbero una lunga e difficile messa a punto, e la loro carriera postbellica fu stroncata, come tanti altri apparecchi, sia dalla fine delle ostilità, che tagliò gli ordinativi, che dall'avvento dei jet. I vari apparecchi che seguirono non ebbero molta fortuna e vennero prodotti in pochi esemplari.
Con lo Spitfire F Mk.21 mentre prima l'ala era rimasta, per quanto rimaneggiata profondamente, sostanzialmente la stessa, per sfruttare al meglio la potenza rinunciando a parte della maneggevolezza fu messa a punto un'ala nuova, a profilo laminare, che somigliava ad un incrocio tra quella dello Spitfire e quella del P-51, squadrata com'era, ma non di pianta perfettamente rettangolare. Successivi modelli furono lo spit MK 22 e 24 con tettuccio a goccia dai quali furono derivati il Seafire 45 e 47, forse i migliori caccia imbarcati assieme all'Hawker Seafury Lo Spiteful ('dispettoso') ebbe anche un nome diverso da quello che era oramai solo un antenato. 

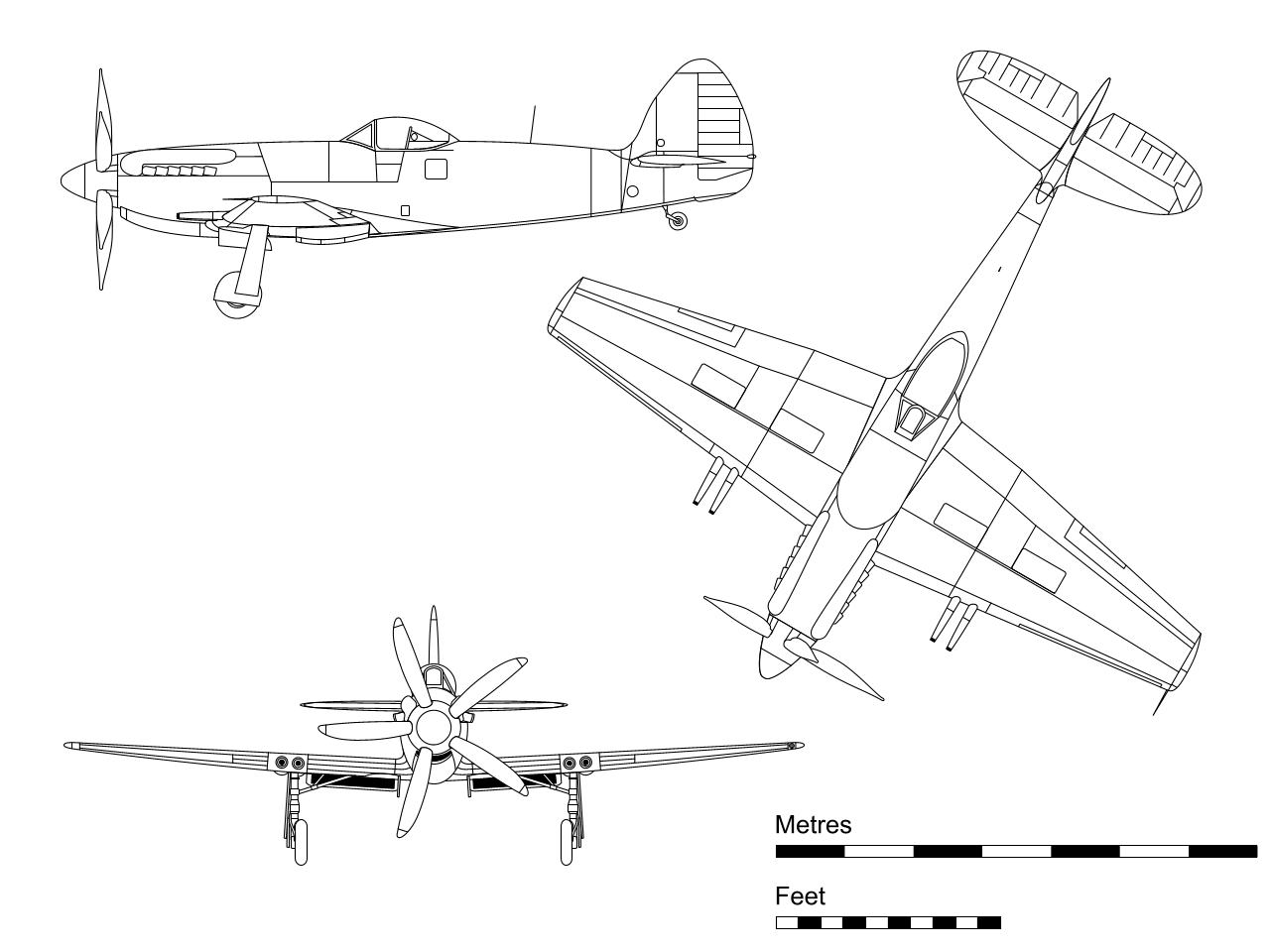
Tavole prospettiche del Supermarine Spiteful.

Con i motori Griffon e la nuova ala arrivò a quasi 800 km/h, di gran lunga il caccia a pistoni europeo più veloce, ma nonostante questo non ebbe fortuna e venne prodotto in pochi esemplari, alcuni dei quali dopo essere stati allestiti non vennero nemmeno completati o collaudati, venendo successivamente demoliti. Anche la versione navale Seafang ebbe una sorte identica. La Supermarine si avviava ad una decadenza veloce ed inesorabile, mentre proprio la Hawker che era stata messa all'angolo per via del limitato Hurricane e poi del problematico Typhoon finì per sostituirla realizzando il caccia postbellico di maggior successo, l'Hunter, che tra l'altro riprendeva vagamente la pianta ellittica delle ali ma sposata con una velatura a freccia.

## Record di velocità e di quota
Dal maggio 1943, la Royal Aircraft Establishment iniziò una lunga serie di test d'alta velocità per accertare la possibilità dell'aereo di avvicinarsi alla velocità del suono. Il 27 aprile 1944, un Mk XI (EN409), versione da ricognizione dell'Mk IX, pilotato dal Flight Lieutenant 'Marty' Martindale, raggiunse per la prima volta i 975 km/h (606 mph) durante una picchiata di 45º, appena al disotto di Mach 0,9. Lo Spitfire era prossimo ad infrangere la barriera del suono, ma il dispositivo per i giri costanti dell'elica si ruppe e il motore si guastò. Otto anni dopo, nel 1951, il Flight Lieutenant Ted Powles, su un PR XIX, la versione da ricognizione dell'Mk XIV, con motore Griffon, dello Squadron 81 ad Hong Kong, raggiunse i 15.712 metri (51.550 piedi), stabilendo il record mondiale per un aereo con motore a pistoni. Ma, a causa di una perdita di pressione nell'abitacolo, Powles fu costretto a scendere in una picchiata vertiginosa da cui uscì a 1.500 metri e durante la quale il suo anemometro registrò 1.110 km/h (690 mph), o Mach 0,94, a 4.572 metri(15.000 piedi). Ma se il record di quota fu confermato, quello di velocità restò ufficioso. Anche se fornì un'ulteriore conferma dell'eccezionalità dell'ala disegnata da Mitchell.

## Spitfire idrovolante
Nel 1940, ricollegandosi in parte alle esperienze della Coppa Schneider, fu sviluppata una versione idro dello Spitfire. Si trattava di un Mk I dotato di galleggianti per operare dai fiordi scandinavi, al tempo dell'invasione tedesca della Norvegia. L'esemplare, R6722, aveva comunque caratteristiche così scadenti che fu soprannominato "incubo di Narvik" e non ebbe seguito. L'idea fu ripresa all'inizio della guerra nel Pacifico contro il Giappone. Considerato il gran numero di isole ed atolli su cui questa guerra veniva combattuta e le lunghe distanze da coprire in volo, il progetto di un caccia idrovolante sembrava avere un senso. La Folland Aircraft venne incaricata, quindi, di convertire in idrovolante un MK VB. L'aereo che ne risultò, denominato W3760, con buone caratteristiche di volo e una velocità di 521 km/h (324 mph), fu considerato un successo. I primi tre Spitfire idrovolanti, però, non furono inviati nel Pacifico, ma in Egitto, nell'ottobre 1943. Secondo i piani, avrebbero dovuto operare da isole greche del Dodecanneso non ancora occupate, contro gli aerei da trasporto dell'Asse che rifornivano le isole in mano nemica. I tedeschi, tuttavia, rapidamente occuparono le isole previste come basi degli Spitfire idrovolanti, mandando a monte l'intero piano. Nel 1944, un altro caccia della Supermarine, un Mk IX, fu convertito a idrovolante. Questa macchina aveva una velocità di 607 km/h (377 mph) ma non ebbe seguito.

## Gli "assi"
Molti piloti della RAF sono diventati "assi" pilotando uno Spitfire. Uno di questi fu il sudafricano Adolph Gysbert Malan (24 marzo 1910 – 17 settembre 1963). Malan, detto sailor, (Marinaio), quindici ore dopo l'entrata in guerra della Gran Bretagna, guidò, per un errore degli operatori radar, lo Squadron RAF No. 74, nella Battaglia di Barking Creek, durante la quale furono abbattuti due Hurricane ed ucciso l'ufficiale Montague Hulton-Harrop. Assolto dalla corte marziale, portò la sua unità a diventare una delle migliori della RAF. A lui vennero accreditati 27 abbattimenti individuali più 7 in collaborazione, tre probabili e 16 danneggiati. La leggenda gli attribuiva anche il danneggiamento del Bf 109 di Werner Moelders, ma recenti ricerche hanno dimostrato che il grande asso tedesco venne ferito durante un combattimento con lo Squadron RAF No. 41. Nel dopoguerra tornò in Sudafrica, dove lottò contro l'Apartheid.
A Douglas Bader furono accreditati 13 abbattimenti individuali e 3 in collaborazione prima del 24 luglio 1940, quando fu abbattuto da Max Mayer del II.JG 26. Era noto come 'l'Asso senza gambe' in quanto le aveva perse anni prima distruggendo un Bristol Bulldog. Riuscì a rientrare nella RAF e volò con Spitfire ed Hurricane, fino a quando non venne abbattuto e fatto prigioniero in Francia. Nel tentativo di uscire dall'abitacolo, una delle gambe artificiali rimase incastrata nel suo Spitfire Mk.VA. Grazie all'interessamento del generale tedesco Adolf Galland, una gamba artificiale nuova venne paracadutata sulla Francia il 19 agosto, 1941 durante l'Operazione Gamba ('Leg Operation') in una delle missioni Circus condotta da 6 bombardieri Blenheim e relativa scorta di caccia.
Nella Tangmere Wing guidata da Bader militava "Johnnie" Johnson, destinato a diventare uno dei più celebri piloti della RAF. Tra il 26 giugno e il 21 settembre 1941 rivendicò l'abbattimento di sei Bf 109. Ottenne un'altra vittoria - un FW 190A - su Dieppe nell'agosto 1942. In seguito, come leader della Kenley Wing, ai comandi dello Spitfire IX, abbatté 14 caccia della Luftwaffe, 12 dei quali erano FW 190A, oltre a cinque in collaborazione, tra il 3 aprile e il 5 settembre 1943.

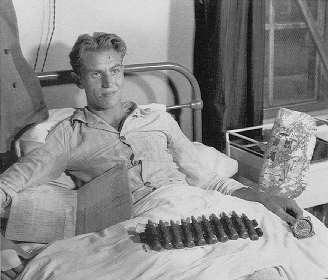
Beurling ferito dopo essere saltato prima che il B24 che lo trasportava si schiantasse in acqua nei pressi di Gibilterra

All'asso canadese George Beurling (6 dicembre 1921 – 20 maggio 1948) furono accreditati 31 abbattimenti, di cui ventisei sull'isola di Malta, nell'estate del 1942. Nove le vittime italiane tra cui l'asso e recordman Capitano Furio Niclot Doglio, su Macchi M.C.202, il Tenente Colonnello Aldo Quarantotti e il tenente Carlo Seganti, su Reggiane Re. 2001. Tutti e tre i piloti italiani furono in seguito insigniti di Medaglia d'oro al valor militare "alla memoria".

Beurling sopravvisse a diverse ferite e malattie ed infine ad un disastro aereo in cui molti suoi colleghi morirono, con la caduta dell'aereo B-24 che li trasferiva da quel teatro operativo.
Morì nel 1948, nel rogo di un aereo civile Canadian Norseman, con cui stava atterrando, sull'Aeroporto dell'Urbe, a Roma. Si sospettò fosse vittima di un sabotaggio in quanto aveva accettato di volare per la aeronautica militare israeliana, ma non fu mai trovata una prova dell'eventuale complotto.
Mentre Beurling venne celebrato in patria come uno dei più grandi eroi della guerra ("Falcone Maltese" e "Cavaliere di Malta" erano due dei suo appellativi), Colin Gray, un asso con 27 1/2 aerei nemici abbattuti, è stato a lungo pressoché ignorato, ancora per anni dopo la fine della guerra. Neozelandese, iniziò la carriera come Flying Officer nel No 54 Squadron. Con il suo Spitfire, durante la battaglia d'Inghilterra, abbatté 14 aerei tedeschi, in gran parte caccia. In seguito, Gray, che raggiunse il grado dei capitano, combatté in Nord Africa e su Malta.
Molto noto, soprattutto nel dopoguerra, fu l'asso francese della RAF Pierre Clostermann, autore di libri e romanzi d'aviazione di successo come "La grande giostra" (Le grande cirque) e "Fuoco dal cielo" (Appuifeu sur l'oued Hallail). Clostermann ottenne su Spitfire parte dei 17 abbattimenti a lui accreditati (ma esiste ancora confusione tra gli aerei distrutti in aria e quelli al suolo).

## La carriera postbellica
Dopo la fine del conflitto, lo Spitfire fu ancora impiegato per anni dalla RAF, nel Regno Unito, anche se fu, via via, relegato a ruoli non di prima linea. Tre ricognitori PR XIX furono mantenuti in servizio presso la "RAF's meteorological Temperature and Humidity Flight", compiendo 4.000 voli prima di essere rimpiazzati dai bimotori De Havilland Mosquito, nel giugno 1957. Fuori dalla Gran Bretagna, il caccia di Mitchell prese parte a molti conflitti in (o tra) Paesi che lottavano per liberarsi dal giogo di un impero, fosse esso britannico, olandese o francese. Nessuno di questi, eccetto forse la guerra arabo-israeliana, offrì allo Spitfire possibilità di farsi valere, in quanto si trattava spesso di mitragliare le posizioni della guerriglia comunista nella jungla dell'Estremo Oriente, né lo Spitfire era la macchina ideale per tali missioni.

### La guerra arabo-israeliana
Il conflitto tra il nascente stato ebraico e i paesi arabi, fu l'unico che vide scontrarsi Spitfire di più forze aeree contrapposte, nonché ultimo conflitto in cui furono abbattuti caccia della Supermarine. In uno dei maggiori scontri, il 22 maggio 1948, furono coinvolti Spitfire di ben tre aeronautiche militari. Quel giorno, cinque Mk. IX della Royal Egyptian Air Force attaccarono per errore la base RAF di Ramat David, distruggendo diversi Mk. XVIII al suolo. I tre Spitfire sopravvissuti, uno dei quali pilotato da Geoff Cooper, decollarono e abbatterono quattro degli Mk. IX. Poco dopo, lo stesso Cooper fu abbattuto dal pilota statunitense Chalmers Goodlin che era ai comandi di un Mk. IX israeliano. Nell'ultima battaglia aerea della guerra, il 7 gennaio 1949, quattro Mk.IX della Israelian Air Force (uno dei piloti era Ezer Weizman, nipote del primo presidente di Israele e a sua volta futuro presidente dello Stato ebraico) attaccarono quattordici Mk. XVIII e Hawker Tempest Mk. V. della RAF. La IAF rivendicò l'abbattimento di tre Mk. XVIII.

### Crisi di Malaya
Gli ultimi Spitfire in estremo oriente entrarono in azione durante la crisi di Malaya (odierna Malaysia), tra il 1948 e il 1951. Dopo che i guerriglieri comunisti uccisero tre coltivatori di alberi della gomma, i britannici dichiararono lo stato di emergenza e il 6 luglio 1948 gli Mk. XVIII dello Squadron 81, armati di razzi, attaccarono un campo di guerriglieri dello MCP (Malayan Communist Party). Il 21 ottobre 1949 fu il giorno di maggiore attività per i caccia della RAF: gli Spitfire e i Seafire dello Squadron 800 compirono 62 missioni. Proprio qui gli Spitfire della RAF (furono gli Mk. XVIII del 60 Squadron) svolsero le loro ultime sortite offensive, il primo gennaio 1951. L'ultima in assoluto fu condotta dall'asso e Wing Commander Wilfrid Duncan Smith. Perfettamente restaurato, lo Spitfire che Duncan pilotò quel giorno, TP280, vola ancora oggi negli Stati Uniti.

### La guerra di secessione indo-pakistana
L'Indian Air Force, che impiegò i caccia della Supermarine, in azione nelle battaglie di Bagdam e Shelatang durante la Secessione - quando il Pakistan, musulmano, decise nel 1947 di differenziarsi nel subcontinente indiano (ancora indifferenziato), da quella che sarebbe diventata la Federazione indiana - radiò dal servizio quello che restava della sua flotta di 159 Spitfire, costituita in gran parte da Mk. VIII, PR XI e XIX, nel 1957-8. La carriera da combattente dello Spitfire si era così conclusa.

## Lo Spitfire in volo ed in combattimento
Sebbene l'abitacolo dello Spitfire fosse angusto, la disponibilità di un portello abbassabile sul lato sinistro rendeva agevole l'entrata, senza bisogno della complicata manovra dello scavalcamento della fiancata, specie con la tenuta di volo che all'epoca includeva un paracadute all'altezza delle natiche.

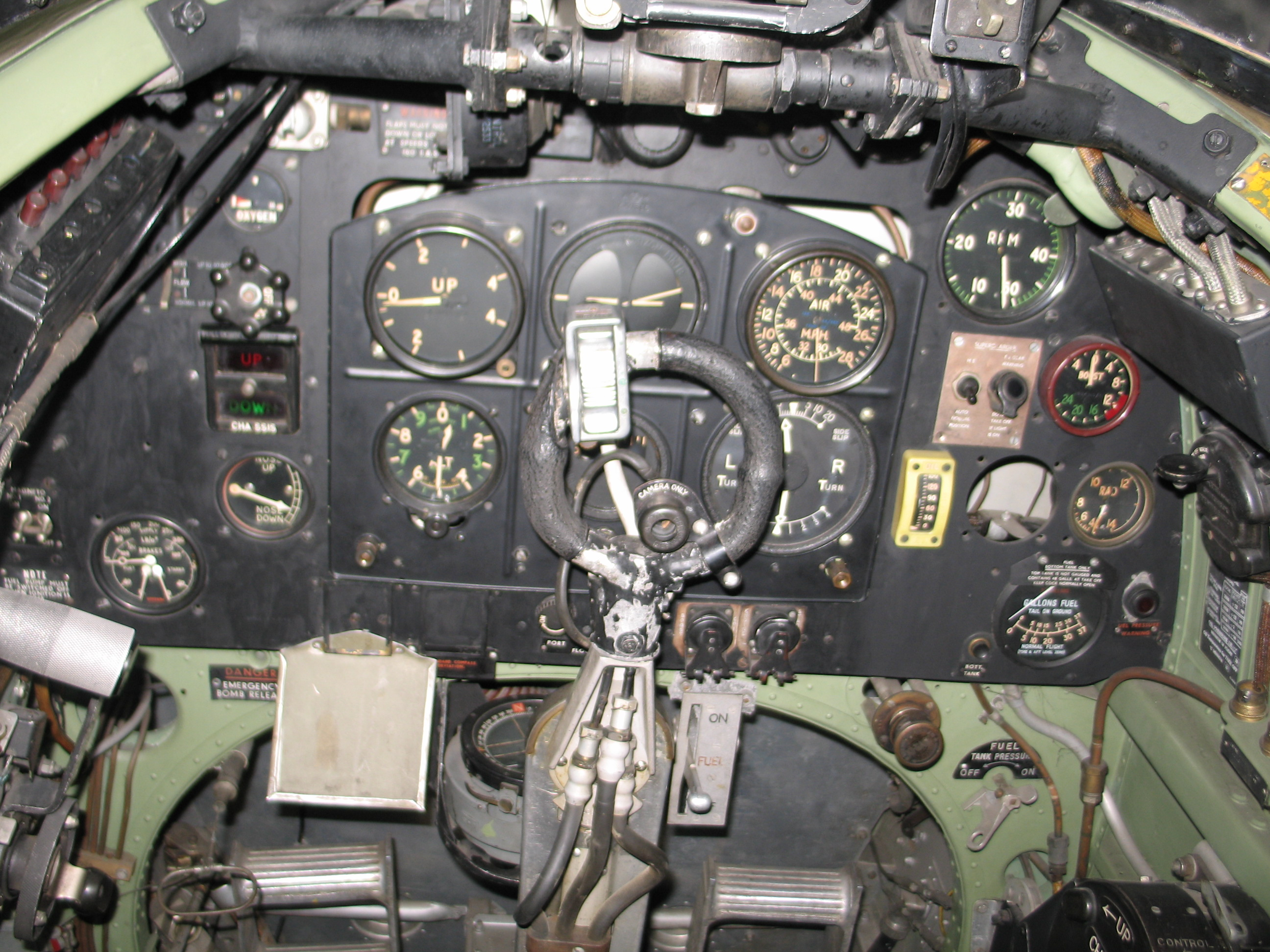
Abitacolo dello Spitfire

Entrando nello Spitfire, il pilota medio provava certamente un senso di costrizione, specialmente nel primo modello dotato di tettuccio diritto, che ostacolava anche la visibilità posteriore e non poteva essere né aperto in volo ad oltre 275 km/h né sganciato in emergenza. Non stupì quindi nessuno che in pochi mesi venne sostituito da un nuovo modello bombato, molto più confortevole, e poi integrato da uno specchietto retrovisore installato sopra il parabrezza. La riduzione di alcuni km orari di velocità in cambio di tali miglioramenti fu giudicato irrilevante. I comandi di volo erano semplici e al centro dell'abitacolo vi era la classica cloche a 'badile' con una sorta di cerchio all'estremità, e alcuni pulsanti tra cui quello di tiro. Il pannello di comando aveva una dozzina di strumenti ad orologio per la presentazione analogica dei principali dati di volo. La manetta era a sinistra. Il mirino, originariamente, era un semplice reticolo sistemato davanti al parabrezza. Il sedile era un semplice oggetto realizzato in bachelite, con un'imbottitura per la testa del pilota. Inizialmente non era corazzato, come non lo era il parabrezza.
Azionando l'avviamento elettrico alimentato dall'esterno (sostituito, dal modello Mk.II in poi, da un sistema a cartuccia esplosiva) la macchina era pronta e l'elica era rapidamente portata al massimo dei giri. Rullare era abbastanza facile, in quanto il muso era relativamente corto rispetto ad altre macchine, e sebbene fosse necessario ancora zig-zagare la visibilità non era eccessivamente compromessa, anche se l'Hurricane era migliore grazie alla posizione maggiormente sopraelevata del pilota. L'elica iniziale, bipala in legno a passo fisso, era troppo limitante per sfruttare la potenza, ancorché leggera (37 kg) ed economica. La corsa di decollo, quasi 400 metri, era assai elevata per un caccia, mentre la stretta carreggiata del carrello poteva indurre a commettere gravi errori in rullaggio e decollo. L'adozione di un'elica tripala metallica a due passi ridusse di 100 metri circa la corsa di decollo, ma il passaggio tra le prestazioni di velocità e la salita/combattimento ravvicinato non era ideale, essendo il motore costretto da un sistema a due sole 'marce'. Solo l'adozione di un'elica a giri costanti rese finalmente la macchina adatta ad ogni impiego, anche se al prezzo di un peso di 227 kg. La pompa dell'olio, manuale, nei primi modelli, causava problemi nell'azionamento perché il pilota era già occupato a tenere la macchina in decollo, e v'era poco spazio per muovere le mani, tanto che tendevano ad escoriarsi nell'azionare 48 volte la pompa e ritrarre il carrello. Anche questo problema fu poi risolto con un sistema idraulico mosso dal motore.

## Lo Spitfire in Italia
Dopo l'armistizio dell'8 settembre 1943 la Regia Aeronautica disponeva, nei territori dell'Italia meridionale sotto controllo alleato, di una quarantina di caccia di costruzione nazionale di vario tipo, ai quali se ne aggiunsero altrettanti nelle settimane successive, grazie anche ad un minuzioso lavoro di recupero e ricostruzione degli esemplari e dei pezzi di ricambio giacenti nei campi di volo e magazzini dell'Italia meridionale e del Nordafrica. Questi aerei vennero subito impegnati (già dal 9 settembre) contro i nuovi avversari.

Operazioni di manutenzione ad uno "Spitfire IX" all'Aeroporto di Linate nell'agosto 1948.

L'intensa attività senza rimpiazzi e con ridotte disponibilità di pezzi di ricambio causò il progressivo esaurimento delle macchine italiane. Per consentire quindi la continuazione dell'attività della stessa Regia Aeronautica, nell'estate del 1944, Statunitensi e Britannici  cedettero 170 Bell P-39 Airacobra (nelle versioni N e Q) e 53 Spitfire Mk.V. Si trattava in entrambi i casi di macchine vecchie e super sfruttate, gli Spitfire Mk.V in particolare, assegnati al 20º gruppo del 51º Stormo, erano aerei in versione tropicale, reduci della campagna in Nordafrica con la RAF e di quella nei Balcani con i colori dell'Aeronautica jugoslava. Dei 53 aerei, solo 33 erano effettivamente in grado di volare. Vennero comunque usati per missioni sopra i Balcani fino alla fine della guerra e, il 5 maggio 1945, effettuando una ricognizione sull'area di Zagabria, due Spitfire (degli otto ancora efficienti) del 20º Gruppo compirono l'ultima missione della Regia Aeronautica nella seconda guerra mondiale.
Dopo la guerra, vennero ceduti dalla R.A.F. altri Spitfire ma della versione Mk.IX.  Un primo lotto venne consegnato nel maggio del 1946, seguito da altre forniture, che si concluderanno nel giugno 1948, per un totale di 143 esemplari. In seguito alla proclamazione della Repubblica Italiana, avvenuta il 2 giugno 1946, tutti gli Spitfire (anche i pochi Vc superstiti) continuarono ad operare nella neonata Aeronautica Militare (la denominazione delle tre FF.AA. italiane cambiò il 16.6.1946)
Nel 1950 avvenne già la radiazione delle macchine dai reparti di prima linea, mentre nel 1952 gli Spit lasciarono totalmente gli organici dell'Aeronautica. In generale, essi vennero giudicati meno validi dei Mustang, ma nonostante le condizioni di usura che avevano, vennero considerati migliori di altre macchine di origine statunitense come  P-38 Lightning, i P-47 e P-39 Airacobra. La maneggevolezza e le prestazioni di salita erano molto apprezzate e apprezzabili. Un unico Spit italiano sopravvive a tutt'oggi nel museo di Vigna di Valle, restaurato nel 1989 da un gruppo di volontari, il GAVS di Roma.

## Esemplari esistenti e repliche
Attualmente esistono circa cinquanta Spitfire in condizioni di volare. Il loro numero varia in base ai restauri di vecchie macchine, rimesse in condizioni di prendere il volo, o agli incidenti di quelle ancora in attività. Ma un restauro fedele e ben fatto può costare fino a 1 milione e mezzo di sterline, il triplo di quanto costava, ai prezzi attuali, costruirlo durante la seconda guerra mondiale. Così, un crescente numero di piccole industrie, in Inghilterra, Francia, Australia, Canada e Stati Uniti, ha iniziato a produrre repliche di Spitfire. Alcuni sono in scala e equipaggiati con piccoli motori da 65 hp, altri montano propulsori Chevrolet V8 o giapponesi V6. Ma vengono prodotti anche aerei in scala 1/1 equipaggiati da potenti Allison V12 in grado di fornire prestazioni simili a quelle dei Rolls-Royce originali.
Jeffrey Quill, ex pilota collaudatore della Supermarine, aveva in progetto di ricostruire una replica esatta del K5054, il prototipo dello Spitfire da esporre in mostra permanente come memorial per R.J. Mitchell. Una squadra di progettisti e ingegneri della Supermarine hanno lavorato con l'Aerofab Restorations di Andover per 10 anni per creare questo facsimile. Fu svelato al pubblico nell'aprile 1993 da Quill al RAF Museum di Hendon, ed è tutt'oggi in prestito al Tangmere Military Aviation Museum.

## Versioni
Lo Spitfire è stato prodotto in decine di versioni e sottoversioni, che hanno compreso migliaia di apparecchi appartenenti ad almeno 3 o 4 generazioni diverse. Lentamente quasi ogni particolare dello Spitfire è stato cambiato, rinforzato o semplicemente migliorato. A tutti gli effetti, piuttosto che un tipo unico, si tratta di una vera e propria famiglia di aerei, adattata via via per ogni necessità pratica, anche se il raggio d'azione non fu mai sufficiente per le missioni offensive strategiche, per le quali comunque non era stato inteso in sede progettuale.
- Type 300 Mk.I: questa era la prima versione di serie, entrata in servizio nel 1938. Aveva inizialmente (174 esemplari) il motore Merlin II da 880 hp al decollo e 1030 in emergenza a 4.570 m e elica bipala, nessuna corazzatura protettiva. Peso al decollo massimo circa 2.600 kg. I successivi 1566 ebbero il Merlin III con elica tripala (non necessariamente disponibile immediatamente) e ruotino di coda al posto del pattino metallico. Aggiunte poi corazze protettive a cominciare dal parabrezza. Il Type 331 Spitfire IB era un modello con cannoni, mentre il Type 342 era un modello idrovolante, non prodotto in serie.
- Type 329 Mk.II: versione migliorata, con motore Merlin XII da 1.150 hp e altre migliorie, come l'elica metallica Rotol e corazza protettive. Peso al decollo 2.800 kg e produzione dal giugno 1940, per un totale di 920. 52 vennero modificati come Mk.IIC con 2 bombe fumogene, un battellino e pacchi di viveri per il soccorso di naufraghi, oltre a serbatoi supplementari.
- Mk.III: il successivo modello ideato fu equipaggiato con il Merlin XX da 1.280 hp al decollo e 1480 ad alta quota, ma non venne prodotto in serie per ragioni di produzione (il motore venne destinato all'Hurricane Mk.II). Aveva carrello rinforzato ed estremità alari tronche.
- Type 337 Mk.IV: versione non realizzata in grande serie. Era il prototipo con il motore Griffon da 1.735 hp ed elica quadripala, in seguito ridesignato Mk.XX.
- Type 353 Mk.V: motorizzazione con Merlin 45 da 1.440 hp e prestazioni superiori, corazza protettiva, armi potenziate e molteplici versioni derivate. Oltre 6.500 prodotti e servizio dal 1941. Tra i principali modelli lo Spitfire Mk.VA, armamento di mitragliatrici, solo 94 costruiti, Mk.VB, 3293 con cannoni a tamburo, 2447 Mk.VC con cannoni a nastro e 'C' Wing. Struttura rinforzata, blindature estese anche alle munizioni dei cannoni, ala rinforzata nel suo longherone principale. Motori Merlin 45, 46 e 50. Sottoversioni ulteriori, a parte la differenza di armamento erano la F, LF e HF per ottimizzare la macchina alle varie quote. Un modello specifico era il Type 353 PR Mk.IV, 229 macchine costruite, dedicato solo alla ricognizione.
- Type 350 Mk.VI: versione d'alta quota con elica quadripala, abitacolo pressurizzato e altre migliorie, quali un Merlin 47 da 1.414 hp a 4.250 m. Non ebbe molto successo essendo incapace di superare, in pratica, gli 11.000 m, e addirittura inferiore agli Mk.V appositamente modificati. 100 prodotti. Una versione derivata era il PR Mk.VI da ricognizione ad alta quota.
- Type 351 Mk.VII: versione d'alta quota sensibilmente migliore della precedente, motore Merlin 61, 64 o in 16 casi 71. Ala 'C' e fusoliera allungata, come pure le estremità alari. 140 costruiti, dimostratisi maggiormente efficienti rispetto al tipo d'alta quota precedente. Il tipo PR Mk.VII era il modello ricognitore.
- Mk.VIII: versione di seconda generazione, totalmente riprogettata e derivata, ma senza pressurizzazione, dall'Mk.VII. Essa venne realizzata in 1658 esemplari, di cui 160 HF, 267 F e il resto LF. Motori Merlin 61, 66 o 71 per alte quote o 66 da 1.580 hp per le basse quote, destinati agli LF. Su tutti gli esemplari vi erano le modifiche previste come macchina tropicalizzata. Entrò in servizio a partire dal 1943 e fu usata nel Mediterraneo e in Estremo Oriente.
- Type 361 Spitfire Mk.IX: Mk.V riprogettato con il Merlin 61 da 1660 hp. Ebbe la produzione di 4010 LF, 1255 HF e 400 HF, per cui anch'esso ebbe di gran lunga maggiore produzione per le quote medio-basse, malgrado esso fosse soprattutto una macchina d'alta quota dove dava le migliori prestazioni. Gli alettoni metallici, migliori per il rollio ad alta quota, erano già stati introdotti quantomeno nel modello Mk.V ma venne anche introdotta la deriva ingrandita per un maggior controllo dato il momento di coppia del motore più potente. La fusoliera era leggermente allungata nel muso, per il motore, l'elica era quadripala e l'impiego venne sempre più ottimizzato come cacciabombardiere con la progressiva superiorità aerea contro l'Asse. Un serbatoio posteriore da 327 litri venne aggiunto successivamente, quasi raddoppiando il totale interno.
- Type 361 Spitfire PR Mk.X: 16 ricognitori d'alta quota, pressurizzati, motore Merlin 64 o 77.
- Type 361 Spitfire PR Mk.XI: ricognitori da alta quota, simili all'Mk.IX e come tali non pressurizzati. Costruiti 471, adottavano motori Merlin 61, 62, 63A, 70.
- Type 366 Spitfire Mk.XII: caccia da bassa quota equipaggiati con il Griffon III o IV da 1.735 hp. Esso era derivato da 50 Mk.V e 50 Mk.VIII. Nondimeno la struttura era rinforzata, la coda era più grande e le estremità alari erano tronche.

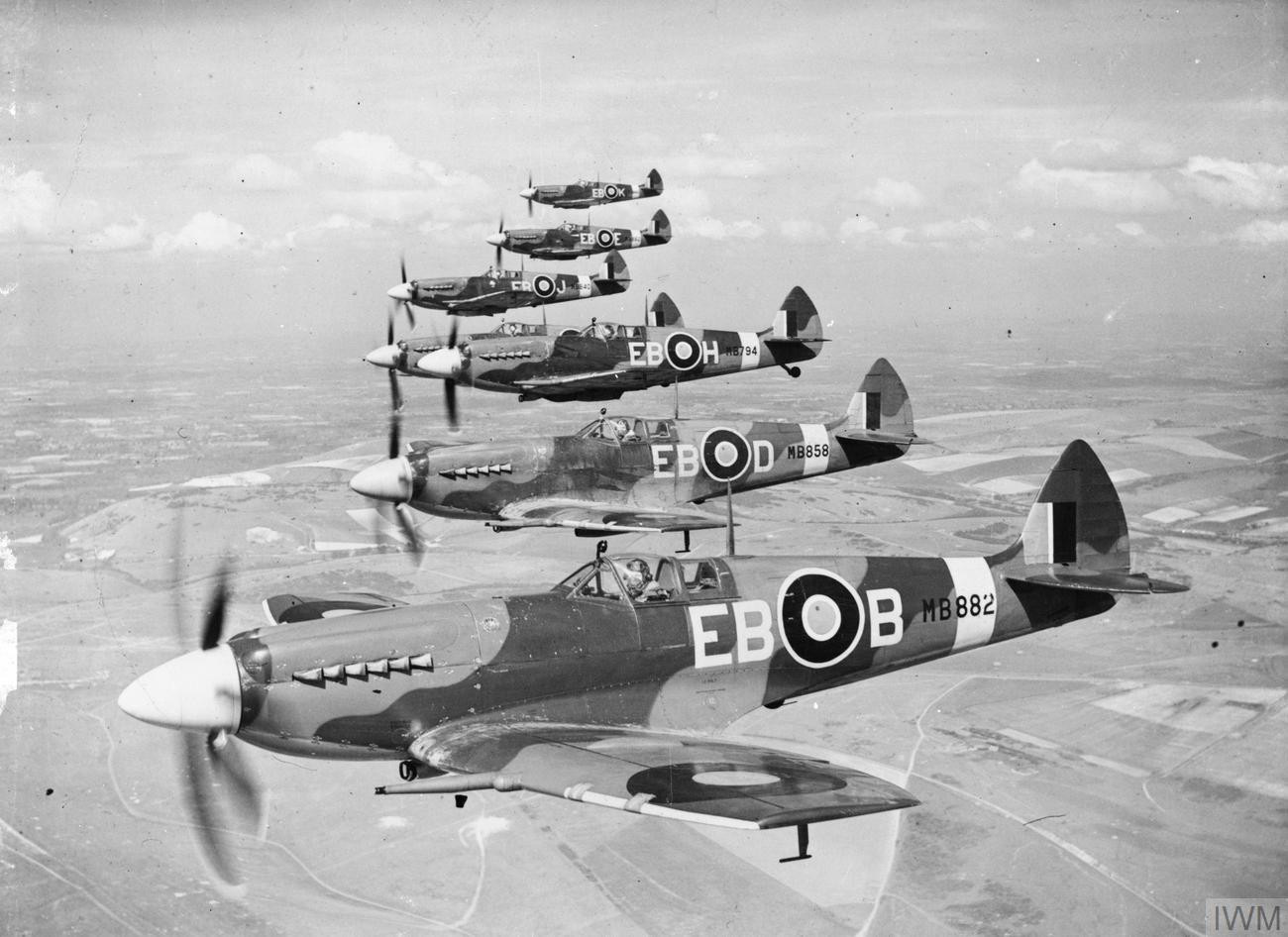
Spitfire Mk. XIII del 41º Sq. RAF di base a Friston, Sussex in volo sull'Inghilterra meridionale il 12 aprile 1944

- Type 372 Spitfire Mk.XIV: un derivato dell'Mk.VIII con motore Griffon, facilmente riconoscibile dall'elica Rotol a 5 pale, e piano verticale ingrandito. Adottava un'ala C, poi un'ala E (2 × 20 mm + 2 × 12,7 mm) ed infine fusoliera abbassata con abitacolo a visibilità totale. 527 F e 430 FR Mk.XIVE con compiti di ricognizione fotografica e di caccia.
- Type 361 Spitfire LF Mk.XVI: versione simile all'Mk.IX ma con motore costruito dalla Packard americana, in un modello specifico chiamato Merlin 266 con carburatore modificato. Ala mozza tipo C, poi E, abitacolo con tettuccio a goccia. Dal 1944 prodotti 1.066.
- Type 394 Spitfire Mk.XVIII: strutturalmente era un Mk.XIV con carrello e struttura irrobustiti, praticamente alla fine della guerra. L'MXVIII era il caccia, l'FR Mk.XVIII era il ricognitore, 100 e 200 esemplari complessivi
- Type 372 Spitfire Mk.XIX: ricognitori fotografici simili ai precedenti, 20 non pressurizzati e motore Griffon 65, altri 205 pressurizzati con il Griffon 66.
- Type 356 Spitfire Mk.21: versione praticamente postbellica, ordinata in 1500 esemplari ma le macchine arrivarono ai reparti nel dopoguerra. 122 macchine realizzate, Griffon 61, uscita di fabbrica nel febbraio 1944 come ultimo e migliore dei caccia ad elica inglesi del conflitto.
- Type 356 Spitfire Mk.22: miglioramento del precedente, motori Griffon 61, 64, cappottina a goccia. Per evitare imbardate al decollo, alcuni ebbero due eliche tripala controrotanti, pesanti ma capaci di annullare il momento di imbardata. Costruiti 278 dall'aprile 1945.
- Type? Spitfire Mk.23: prototipo armato con ben 6 cannoni da 20 mm, come già previsto per l'Mk.IV, ma rimasto senza seguito
- Spitfire Mk.24: 84 macchine con modifiche minori, come la batteria a 24 V. 16 esemplari inviati ad Hong Kong, 24 immagazzinati senza nemmeno essere usati dai reparti.
- Type 340 Seafire IB: Derivati dall'Mk.VB con motori Merlin 45, 46, 50, 55, 56. 166 totalmente costruiti dal giugno 1942 con minime modifiche quali il gancio d'arresto.
- Seafire 351 Seafire IIC: 372 macchine prodotte su base Mk.VC con 110 LF e i rimanenti standard. Alcuni modificati in ricognitori.
- Type 358 Seafire III: Prodotto principalmente dalla Westland, esso era la prima vera grande serie per gli Spitfire, con 1.220 esemplari, di cui altri 120 erano FR. Motori Merlin 45,46,40,40A,55 e 56. Alcuni erano con ala corta.
- Type 377 Seafire Mk.XV: Lo Spitfire Mk.XII non ebbe molto successo come macchina terrestre ma vi fu questo derivato navale con Griffon VI da 1850 hp ed elica quadripala. Esso era una macchina di tarda produzione, prodotto dalla Westland Aircraft in 256 esemplari e dalla Owen in 134. Servizio dall'estate 1945.
- Seafire Mk.45:50 derivati dal progetto Mk.21.
- Seafire Mk.46: 24 derivati dall'Mk.22.
- Seafire Mk.47: Derivati dall'Mk.24, e finalmente dotati, a differenza di ogni altro precedente, di ali ripiegabili.
- Type 371 Spiteful: riprogettazione integrale, abbandonava l'ala ellittica per una a profili laminari veloci, con una pianta trapezoidale e motore Griffon 61 da 2050 hp. Volo iniziale 30 giugno 1944 con il prototipo dotato di fusoliera di un Mk.XIV e gli altri due di una totalmente nuova.

L'Mk.XIV era la versione di serie, con Griffon 65 da 2.050 hp o 69 da 2.375. Solo 17 costruiti, di cui 9 nemmeno provati in volo. Esso cominciò ad essere prodotto verso la fine della guerra, con il primo volo il 2 aprile 1945. L'Mk.XV era un prototipo unico con motore Griffon 89 o 90. Lo Spitefukl Mk.16 era dotato di un Griffon 101 con il quale ottenne 795 km/h, ma dei 356 ordinati ne vennero realizzati solo 3.
- Type 382 Seafang: versione navalizzata del progetto Spiteful, 3 prototipi incluso uno derivato da uno Spiteful XIV. Esso venne seguito da un prototipo e 9 macchine di preserie con il Griffon 61 e infine il Typ 396 Mk.32 con il Griffon 89. Altri 7 vennero allestiti ma non completati.

## Utilizzatori
Dopo la prima parte della seconda guerra mondiale, gli Spitfire cominciarono ad essere esportati in Paesi esteri alleati. Nonostante le necessità inglesi le esportazioni raggiunsero un tale livello che l'URSS ebbe oltre mille apparecchi. Nel dopoguerra decine di nazioni ricevettero gli Spitfire, spesso di seconda o terza mano, ed essi si diffusero a cascata dalla RAF fino ad aviazioni minori come quella birmana.
Dei settantasette Mk. IX venduti alla Cecoslovacchia nel 1945, e impiegati fino al 1951, una gran quantità fu venduta ad Israele nel 1948-49. Degli Spit sopravvissuti al conflitto arabo-israeliano, una trentina furono esportati nel 1954-5 a Burma, dove affiancarono i venti Seafire XV, comprati direttamente dalla Vickers-Armstrong e i tre Mk. XVIII acquistati dall'Air Command del Sud-Est Asia, per mitragliare le postazioni comuniste nel nord del paese, quando la guerra civile prese il posto del conflitto tra Britannici e Giapponesi.
 Argentina

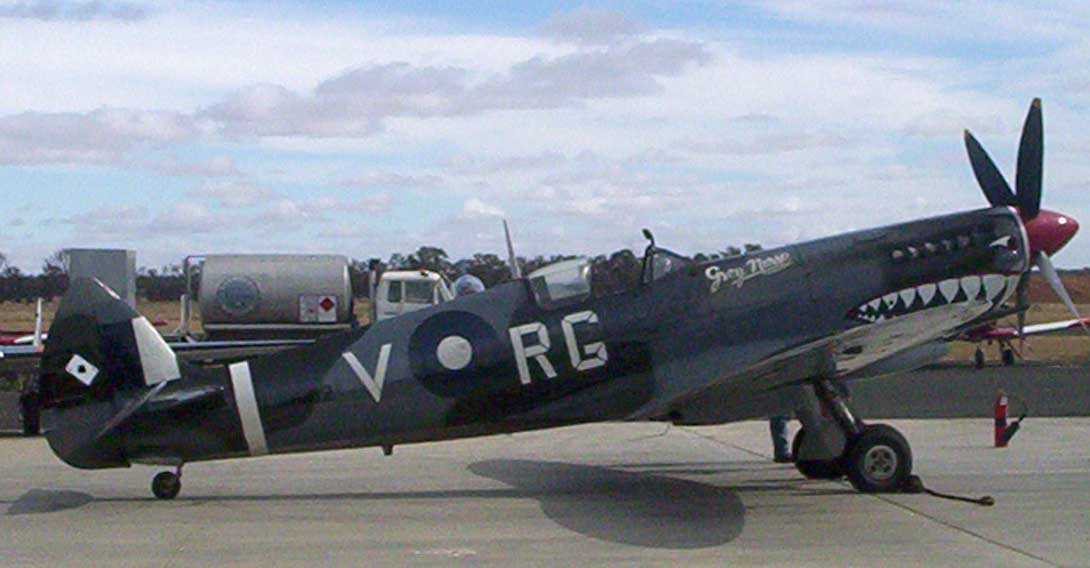
Uno Spitfire Mk.VIII utilizzato dalla RAAF durante la seconda guerra mondiale e ora esposto al Temora Aviation Museum.

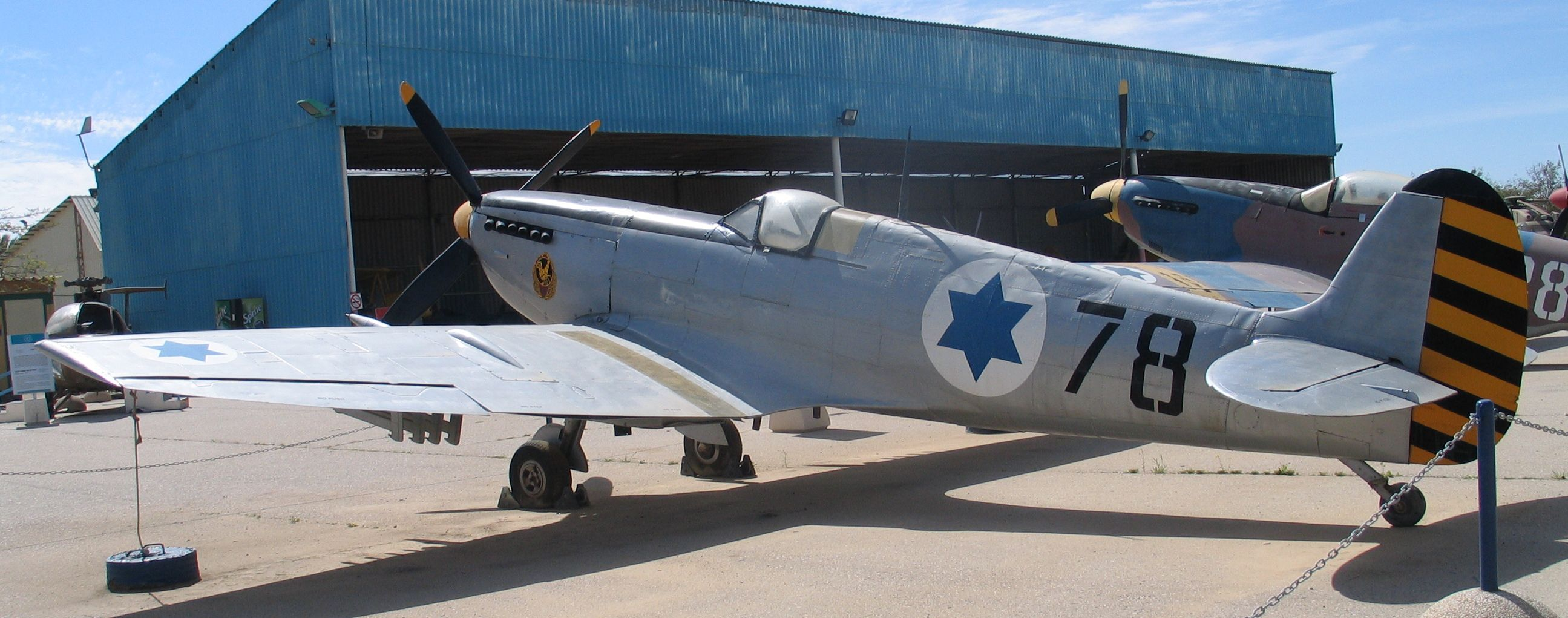
Lo Spitfire Mk.IX con la livrea dell'israeliana Heyl Ha'Avir esposto presso il Muzeyon Heyl ha-Avir, il museo dell'aeronautica militare israeliana.

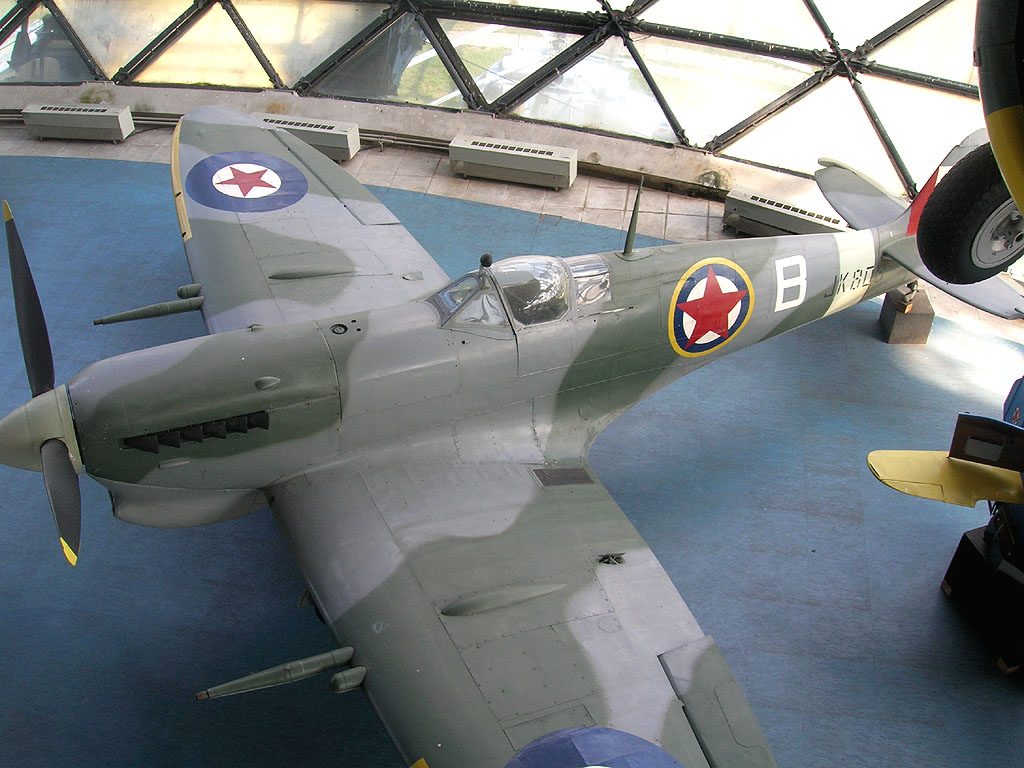
Lo Spitfire Mk.VC Trop con la livrea della iugoslava Ratno vazduhoplovstvo i PVO Vojske Jugoslavije esposto presso il Museo dell'aeronautica iugoslava di Belgrado.

- Fuerza Aérea Argentina: operò con un Mk.VIII, un Mk.IX ed un Mk.XI nel dopoguerra.

 Australia
- Royal Australian Air Force: operò con 656 esemplari di cui 246 Mk.V, 251 Mk.VIII, 159 Mk.VIII HF.

 Belgio
Composante air de l'armée belge:operò con 15 Mk.IX e 134 Mk.XIV nel dopoguerra.
 Birmania
- Tatmdaw Lei: operò con 20 Seafire Mk.XV e 29 Mk.IX ex Heyl Ha'Avir.

 Canada
- Royal Canadian Air Force: la Marina canadese ebbe 25 Seafire Mk.III e 12 Mk.XV.

 Cecoslovacchia
- Československé Vojenské Letectvo: operò con 76 Spitfire IX.

 Danimarca
- Flyvevåbnet: operò con 38 Mk.IX e 3 Mk.XI nel dopoguerra.

 Egitto
- Royal Egyptian Air Force: operò con 20 Mk.V ex-RAF, 41 Mk.IX, 1 Tr Mk.IX e 19 F Mk.22.

 Francia
- Armée de l'air: utilizzò 101 Mk.I, V, IX, 78 Seafire III.

 Germania
- Luftwaffe: prede di guerra di varie versioni

 Grecia
- Polemikí Aeroporía: impiegò 106 Mk.V, 110 IX e 66 XIV.

/ India
- Indian Air Force: utilizzò un considerevole numero di Mk.V, VIII, IX e XIV, inoltre 100 XVIII e 30 XIX.

 Irlanda
- Aer Chór na hÉireann: mise in linea 24 tra Seafire Mk.III e T Mk.IX.

 Israele
- Heyl Ha'Avir: 29 ex-cecoslovacchi e 30-35 ex-italiani.

/ Italia
- Aeronautica Cobelligerante Italiana e successivamente Aeronautica Militare: i totali sono incerti, ma ebbe almeno 33 Mk.V e 110 Mk.IX più cellule da cannibalizzare, provenienti da Jugoslavia e Regno Unito.

 Jugoslavia
- Jugoslovensko Ratno Vazduhoplovstvo i Protivvazdušna Odbrana: impiegò 18 Mk.V e 3 Mk.IX.

 Norvegia
- Kongelige Norske Luftforsvaret: schierò complessivamente 71 Mk.IX e 3 Mk.XI.

 Paesi Bassi
- Koninklijke Luchtmacht: impiegò un totale di 160 esemplari, tra Mk.V, XVI, XIV, IX.

 Portogallo
- Arma da Aeronáutica Militar: mise in linea 18 Mk.I e 94 Mk.V.

 Regno Unito
- Royal Air Force: 17 795 esemplari;
- Fleet Air Arm: 2 556 velivoli.

 Rhodesia Meridionale
- Southern Rhodesian Air Force: schierò 22 F Mk.22.

 Siria
- Al-Quwwat al-Jawwiyya al-'Arabiyya al-Suriyya: utilizzò 20 esemplari di F Mk.22.

 Stati Uniti
- United States Air Force: impiegò oltre 600 caccia tra cui 157 Mk.V, un Mk.VII, 9 Mk.VIII, 9 Mk.IX ed altri modelli ancora;
- United States Navy: schierò almeno 12 Seafire I e 49 II.

 Sudafrica
- South African Air Force: equipaggiò i propri reparti da caccia con 136 Mk.IX.

 Svezia
- Svenska Flygvapnet: acquistò 50 Mk.XIX.

 Thailandia
- Kongthap Akat Thai: utilizzò 30 Mk.XIV e 3 PR Mk.XIX.

 Turchia
- Türk Hava Kuvvetleri: operò con 2 Mk.I, 85 Mk.V, 203 Mk.IX e 4 PR Mk.XIX.

 Unione Sovietica
- Sovetskie Voenno-vozdušnye sily: ebbe in linea 143 Mk.V, 1 188 Mk.IX e 2 Pr Mk.IV.